# Комбинация (шахмат)
Комбинàция (на латински: combinatio – връзка) в шахмата е форсиран вариант с използване на различни тактически методи. Обикновено съпътстващият елемент на комбинацията е жертва на материал: пешки, фигури, качество и др.
Комбинацията обикновено се изгражда от два или повече тактически метода, свързани с шах и нападение. Така една комбинация обикновено е дълга най-малко три хода, но колкото повече време е необходимо за възстановяване на първоначалната жертва, толкова по-впечатляваща е комбинацията.
Във всяка комбинация има:
1. Мотив или ситуация, показваща възможността за комбинация;
2. Идеята е начин за реализиране на комбинацията;
3. Целта са резултатите, постигнати от комбинацията.

## Класификация
Комбинациите могат да се класифицират по няколко признака.
Според мотивите:
- открита позиция на царя,
- неудачно разположение на фигурите,
- проходна пешка.

Според крайния резултат:
- печеливша комбинация,
- комбинация за реми.

В зависимост от целта:
- комбинации за малки позиционни печалби,
- подобряване на позицията като цяло,
- рязка промяна в позицията на дъската,
- печалба на материал,
- изграждане на крепост,
- матови,
- патови,
- вечно преследване,
- блокада.

Според обектите на атаката:
- комбинации, насочени срещу царя,
- срещу фигури и пешки.

Според методи на атака:
- завършващи с комбинирано нападение,
- завършващи с двойно нападение, двоен удар.

Според тактическия метод:
- вилица,
- свръзка,
- прикритие,
- блокиране,
- завличане,
- отвличане,
- освобождаване на поле или линия,
- унищожаване на защитата.

## Комбинационна игра, стил и зрение
Комбинационната игра се състои в съчетаване на нападения и заплахи срещу всякакви обекти в разположението на противниковите сили. Тя изисква не само точно (понякога далечно) изчисление, но и въображение и интуиция, тъй като сложните позиции често не могат да бъдат точно изчислени. Често е свързана с риск, тъй като е съпроводена с комбинации и жертви. Според съвременната шахматна теория комбинационната игра е възможна в позиции от определен тип, за нея са нужни необходими предпоставки.
Комбинационният стил е стилът на игра на шахматиста, характеризиращ се с желание за сложни, двуостри, динамични позиции със свободна игра на фигури и възможност за широко използване на тактически средства. Играта на такива позиции е специфична по природа и изисква висока концентрация на внимание, дълбоко проникване в особеностите на позицията, въображение, находчивост, смелост и вяра в силите. За да получат позиция, богата на комбинационни възможности, шахматистите от комбинационния стил охотно играят гамбити и контрагамбити; техните игри обикновено се отличават с тактически усложнения, комбинации и жертви.
Комбинационното зрение е способността на шахматиста да предвиди възможността за комбинация: терминът е въведен от Михаил Ботвиник. Това е една от разновидностите на шахматното мислене. По правило комбинационното зрение е естествено качество на шахматиста, но може да се развие чрез систематично обучение - анализ на партии, типични комбинации, решаване на задачи, етюди и др.

## Примери
|   | a | b | c | d | e | f | g | h |   |
| 8 | бял цар на бяло поле g8 · бяла пешка на бяло поле a6 · бял офицер на бяло поле h3 · черен цар на бяло поле e2 · бял кон на бяло поле g2 · черен топ на бяло поле f1 | бял цар на бяло поле g8 · бяла пешка на бяло поле a6 · бял офицер на бяло поле h3 · черен цар на бяло поле e2 · бял кон на бяло поле g2 · черен топ на бяло поле f1 | бял цар на бяло поле g8 · бяла пешка на бяло поле a6 · бял офицер на бяло поле h3 · черен цар на бяло поле e2 · бял кон на бяло поле g2 · черен топ на бяло поле f1 | бял цар на бяло поле g8 · бяла пешка на бяло поле a6 · бял офицер на бяло поле h3 · черен цар на бяло поле e2 · бял кон на бяло поле g2 · черен топ на бяло поле f1 | бял цар на бяло поле g8 · бяла пешка на бяло поле a6 · бял офицер на бяло поле h3 · черен цар на бяло поле e2 · бял кон на бяло поле g2 · черен топ на бяло поле f1 | бял цар на бяло поле g8 · бяла пешка на бяло поле a6 · бял офицер на бяло поле h3 · черен цар на бяло поле e2 · бял кон на бяло поле g2 · черен топ на бяло поле f1 | бял цар на бяло поле g8 · бяла пешка на бяло поле a6 · бял офицер на бяло поле h3 · черен цар на бяло поле e2 · бял кон на бяло поле g2 · черен топ на бяло поле f1 | бял цар на бяло поле g8 · бяла пешка на бяло поле a6 · бял офицер на бяло поле h3 · черен цар на бяло поле e2 · бял кон на бяло поле g2 · черен топ на бяло поле f1 | 8 |
| 7 | бял цар на бяло поле g8 · бяла пешка на бяло поле a6 · бял офицер на бяло поле h3 · черен цар на бяло поле e2 · бял кон на бяло поле g2 · черен топ на бяло поле f1 | бял цар на бяло поле g8 · бяла пешка на бяло поле a6 · бял офицер на бяло поле h3 · черен цар на бяло поле e2 · бял кон на бяло поле g2 · черен топ на бяло поле f1 | бял цар на бяло поле g8 · бяла пешка на бяло поле a6 · бял офицер на бяло поле h3 · черен цар на бяло поле e2 · бял кон на бяло поле g2 · черен топ на бяло поле f1 | бял цар на бяло поле g8 · бяла пешка на бяло поле a6 · бял офицер на бяло поле h3 · черен цар на бяло поле e2 · бял кон на бяло поле g2 · черен топ на бяло поле f1 | бял цар на бяло поле g8 · бяла пешка на бяло поле a6 · бял офицер на бяло поле h3 · черен цар на бяло поле e2 · бял кон на бяло поле g2 · черен топ на бяло поле f1 | бял цар на бяло поле g8 · бяла пешка на бяло поле a6 · бял офицер на бяло поле h3 · черен цар на бяло поле e2 · бял кон на бяло поле g2 · черен топ на бяло поле f1 | бял цар на бяло поле g8 · бяла пешка на бяло поле a6 · бял офицер на бяло поле h3 · черен цар на бяло поле e2 · бял кон на бяло поле g2 · черен топ на бяло поле f1 | бял цар на бяло поле g8 · бяла пешка на бяло поле a6 · бял офицер на бяло поле h3 · черен цар на бяло поле e2 · бял кон на бяло поле g2 · черен топ на бяло поле f1 | 7 |
| 6 | бял цар на бяло поле g8 · бяла пешка на бяло поле a6 · бял офицер на бяло поле h3 · черен цар на бяло поле e2 · бял кон на бяло поле g2 · черен топ на бяло поле f1 | бял цар на бяло поле g8 · бяла пешка на бяло поле a6 · бял офицер на бяло поле h3 · черен цар на бяло поле e2 · бял кон на бяло поле g2 · черен топ на бяло поле f1 | бял цар на бяло поле g8 · бяла пешка на бяло поле a6 · бял офицер на бяло поле h3 · черен цар на бяло поле e2 · бял кон на бяло поле g2 · черен топ на бяло поле f1 | бял цар на бяло поле g8 · бяла пешка на бяло поле a6 · бял офицер на бяло поле h3 · черен цар на бяло поле e2 · бял кон на бяло поле g2 · черен топ на бяло поле f1 | бял цар на бяло поле g8 · бяла пешка на бяло поле a6 · бял офицер на бяло поле h3 · черен цар на бяло поле e2 · бял кон на бяло поле g2 · черен топ на бяло поле f1 | бял цар на бяло поле g8 · бяла пешка на бяло поле a6 · бял офицер на бяло поле h3 · черен цар на бяло поле e2 · бял кон на бяло поле g2 · черен топ на бяло поле f1 | бял цар на бяло поле g8 · бяла пешка на бяло поле a6 · бял офицер на бяло поле h3 · черен цар на бяло поле e2 · бял кон на бяло поле g2 · черен топ на бяло поле f1 | бял цар на бяло поле g8 · бяла пешка на бяло поле a6 · бял офицер на бяло поле h3 · черен цар на бяло поле e2 · бял кон на бяло поле g2 · черен топ на бяло поле f1 | 6 |
| 5 | бял цар на бяло поле g8 · бяла пешка на бяло поле a6 · бял офицер на бяло поле h3 · черен цар на бяло поле e2 · бял кон на бяло поле g2 · черен топ на бяло поле f1 | бял цар на бяло поле g8 · бяла пешка на бяло поле a6 · бял офицер на бяло поле h3 · черен цар на бяло поле e2 · бял кон на бяло поле g2 · черен топ на бяло поле f1 | бял цар на бяло поле g8 · бяла пешка на бяло поле a6 · бял офицер на бяло поле h3 · черен цар на бяло поле e2 · бял кон на бяло поле g2 · черен топ на бяло поле f1 | бял цар на бяло поле g8 · бяла пешка на бяло поле a6 · бял офицер на бяло поле h3 · черен цар на бяло поле e2 · бял кон на бяло поле g2 · черен топ на бяло поле f1 | бял цар на бяло поле g8 · бяла пешка на бяло поле a6 · бял офицер на бяло поле h3 · черен цар на бяло поле e2 · бял кон на бяло поле g2 · черен топ на бяло поле f1 | бял цар на бяло поле g8 · бяла пешка на бяло поле a6 · бял офицер на бяло поле h3 · черен цар на бяло поле e2 · бял кон на бяло поле g2 · черен топ на бяло поле f1 | бял цар на бяло поле g8 · бяла пешка на бяло поле a6 · бял офицер на бяло поле h3 · черен цар на бяло поле e2 · бял кон на бяло поле g2 · черен топ на бяло поле f1 | бял цар на бяло поле g8 · бяла пешка на бяло поле a6 · бял офицер на бяло поле h3 · черен цар на бяло поле e2 · бял кон на бяло поле g2 · черен топ на бяло поле f1 | 5 |
| 4 | бял цар на бяло поле g8 · бяла пешка на бяло поле a6 · бял офицер на бяло поле h3 · черен цар на бяло поле e2 · бял кон на бяло поле g2 · черен топ на бяло поле f1 | бял цар на бяло поле g8 · бяла пешка на бяло поле a6 · бял офицер на бяло поле h3 · черен цар на бяло поле e2 · бял кон на бяло поле g2 · черен топ на бяло поле f1 | бял цар на бяло поле g8 · бяла пешка на бяло поле a6 · бял офицер на бяло поле h3 · черен цар на бяло поле e2 · бял кон на бяло поле g2 · черен топ на бяло поле f1 | бял цар на бяло поле g8 · бяла пешка на бяло поле a6 · бял офицер на бяло поле h3 · черен цар на бяло поле e2 · бял кон на бяло поле g2 · черен топ на бяло поле f1 | бял цар на бяло поле g8 · бяла пешка на бяло поле a6 · бял офицер на бяло поле h3 · черен цар на бяло поле e2 · бял кон на бяло поле g2 · черен топ на бяло поле f1 | бял цар на бяло поле g8 · бяла пешка на бяло поле a6 · бял офицер на бяло поле h3 · черен цар на бяло поле e2 · бял кон на бяло поле g2 · черен топ на бяло поле f1 | бял цар на бяло поле g8 · бяла пешка на бяло поле a6 · бял офицер на бяло поле h3 · черен цар на бяло поле e2 · бял кон на бяло поле g2 · черен топ на бяло поле f1 | бял цар на бяло поле g8 · бяла пешка на бяло поле a6 · бял офицер на бяло поле h3 · черен цар на бяло поле e2 · бял кон на бяло поле g2 · черен топ на бяло поле f1 | 4 |
| 3 | бял цар на бяло поле g8 · бяла пешка на бяло поле a6 · бял офицер на бяло поле h3 · черен цар на бяло поле e2 · бял кон на бяло поле g2 · черен топ на бяло поле f1 | бял цар на бяло поле g8 · бяла пешка на бяло поле a6 · бял офицер на бяло поле h3 · черен цар на бяло поле e2 · бял кон на бяло поле g2 · черен топ на бяло поле f1 | бял цар на бяло поле g8 · бяла пешка на бяло поле a6 · бял офицер на бяло поле h3 · черен цар на бяло поле e2 · бял кон на бяло поле g2 · черен топ на бяло поле f1 | бял цар на бяло поле g8 · бяла пешка на бяло поле a6 · бял офицер на бяло поле h3 · черен цар на бяло поле e2 · бял кон на бяло поле g2 · черен топ на бяло поле f1 | бял цар на бяло поле g8 · бяла пешка на бяло поле a6 · бял офицер на бяло поле h3 · черен цар на бяло поле e2 · бял кон на бяло поле g2 · черен топ на бяло поле f1 | бял цар на бяло поле g8 · бяла пешка на бяло поле a6 · бял офицер на бяло поле h3 · черен цар на бяло поле e2 · бял кон на бяло поле g2 · черен топ на бяло поле f1 | бял цар на бяло поле g8 · бяла пешка на бяло поле a6 · бял офицер на бяло поле h3 · черен цар на бяло поле e2 · бял кон на бяло поле g2 · черен топ на бяло поле f1 | бял цар на бяло поле g8 · бяла пешка на бяло поле a6 · бял офицер на бяло поле h3 · черен цар на бяло поле e2 · бял кон на бяло поле g2 · черен топ на бяло поле f1 | 3 |
| 2 | бял цар на бяло поле g8 · бяла пешка на бяло поле a6 · бял офицер на бяло поле h3 · черен цар на бяло поле e2 · бял кон на бяло поле g2 · черен топ на бяло поле f1 | бял цар на бяло поле g8 · бяла пешка на бяло поле a6 · бял офицер на бяло поле h3 · черен цар на бяло поле e2 · бял кон на бяло поле g2 · черен топ на бяло поле f1 | бял цар на бяло поле g8 · бяла пешка на бяло поле a6 · бял офицер на бяло поле h3 · черен цар на бяло поле e2 · бял кон на бяло поле g2 · черен топ на бяло поле f1 | бял цар на бяло поле g8 · бяла пешка на бяло поле a6 · бял офицер на бяло поле h3 · черен цар на бяло поле e2 · бял кон на бяло поле g2 · черен топ на бяло поле f1 | бял цар на бяло поле g8 · бяла пешка на бяло поле a6 · бял офицер на бяло поле h3 · черен цар на бяло поле e2 · бял кон на бяло поле g2 · черен топ на бяло поле f1 | бял цар на бяло поле g8 · бяла пешка на бяло поле a6 · бял офицер на бяло поле h3 · черен цар на бяло поле e2 · бял кон на бяло поле g2 · черен топ на бяло поле f1 | бял цар на бяло поле g8 · бяла пешка на бяло поле a6 · бял офицер на бяло поле h3 · черен цар на бяло поле e2 · бял кон на бяло поле g2 · черен топ на бяло поле f1 | бял цар на бяло поле g8 · бяла пешка на бяло поле a6 · бял офицер на бяло поле h3 · черен цар на бяло поле e2 · бял кон на бяло поле g2 · черен топ на бяло поле f1 | 2 |
| 1 | бял цар на бяло поле g8 · бяла пешка на бяло поле a6 · бял офицер на бяло поле h3 · черен цар на бяло поле e2 · бял кон на бяло поле g2 · черен топ на бяло поле f1 | бял цар на бяло поле g8 · бяла пешка на бяло поле a6 · бял офицер на бяло поле h3 · черен цар на бяло поле e2 · бял кон на бяло поле g2 · черен топ на бяло поле f1 | бял цар на бяло поле g8 · бяла пешка на бяло поле a6 · бял офицер на бяло поле h3 · черен цар на бяло поле e2 · бял кон на бяло поле g2 · черен топ на бяло поле f1 | бял цар на бяло поле g8 · бяла пешка на бяло поле a6 · бял офицер на бяло поле h3 · черен цар на бяло поле e2 · бял кон на бяло поле g2 · черен топ на бяло поле f1 | бял цар на бяло поле g8 · бяла пешка на бяло поле a6 · бял офицер на бяло поле h3 · черен цар на бяло поле e2 · бял кон на бяло поле g2 · черен топ на бяло поле f1 | бял цар на бяло поле g8 · бяла пешка на бяло поле a6 · бял офицер на бяло поле h3 · черен цар на бяло поле e2 · бял кон на бяло поле g2 · черен топ на бяло поле f1 | бял цар на бяло поле g8 · бяла пешка на бяло поле a6 · бял офицер на бяло поле h3 · черен цар на бяло поле e2 · бял кон на бяло поле g2 · черен топ на бяло поле f1 | бял цар на бяло поле g8 · бяла пешка на бяло поле a6 · бял офицер на бяло поле h3 · черен цар на бяло поле e2 · бял кон на бяло поле g2 · черен топ на бяло поле f1 | 1 |
|   | a | b | c | d | e | f | g | h |   |

Решение:

В етюда на диаграма 1 на пръв поглед черните могат лесно да се откажат от топ за пешка и фигура, свеждайки играта до равенство. Но въпросът се решава от неочаквана комбинация с жертва и завличане на черния топ на неудобно поле:

1. Кf4+!! Т:f4

2. Оd7! Тf6 Няма нищо по-добро – на f1 или f3 топът веднага се губи с шах Оb5+ или свръзка Og4.

3. a7 Тa6

4. Оb5+ с печалба на топа.

Също така е възможно 3. Оb5+ Цd2 4. a7 с победа. 

|   | a | b | c | d | e | f | g | h |   |
| 8 | черен топ на бяло поле a8 · черен офицер на бяло поле c8 · черна пешка на черно поле a7 · черна пешка на бяло поле d7 · черен цар на черно поле g7 · черна пешка на бяло поле h7 · черна пешка на черно поле b6 · черен кон на бяло поле c6 · черна пешка на бяло поле e6 · бяла пешка на черно поле b4 · бяла пешка на бяло поле c4 · бяла пешка на черно поле a3 · бял цар на бяло поле d3 · черен топ на бяло поле f3 · бяла дама на бяло поле c2 · бяла пешка на черно поле h2 · бял топ на черно поле a1 · бял офицер на бяло поле f1 | черен топ на бяло поле a8 · черен офицер на бяло поле c8 · черна пешка на черно поле a7 · черна пешка на бяло поле d7 · черен цар на черно поле g7 · черна пешка на бяло поле h7 · черна пешка на черно поле b6 · черен кон на бяло поле c6 · черна пешка на бяло поле e6 · бяла пешка на черно поле b4 · бяла пешка на бяло поле c4 · бяла пешка на черно поле a3 · бял цар на бяло поле d3 · черен топ на бяло поле f3 · бяла дама на бяло поле c2 · бяла пешка на черно поле h2 · бял топ на черно поле a1 · бял офицер на бяло поле f1 | черен топ на бяло поле a8 · черен офицер на бяло поле c8 · черна пешка на черно поле a7 · черна пешка на бяло поле d7 · черен цар на черно поле g7 · черна пешка на бяло поле h7 · черна пешка на черно поле b6 · черен кон на бяло поле c6 · черна пешка на бяло поле e6 · бяла пешка на черно поле b4 · бяла пешка на бяло поле c4 · бяла пешка на черно поле a3 · бял цар на бяло поле d3 · черен топ на бяло поле f3 · бяла дама на бяло поле c2 · бяла пешка на черно поле h2 · бял топ на черно поле a1 · бял офицер на бяло поле f1 | черен топ на бяло поле a8 · черен офицер на бяло поле c8 · черна пешка на черно поле a7 · черна пешка на бяло поле d7 · черен цар на черно поле g7 · черна пешка на бяло поле h7 · черна пешка на черно поле b6 · черен кон на бяло поле c6 · черна пешка на бяло поле e6 · бяла пешка на черно поле b4 · бяла пешка на бяло поле c4 · бяла пешка на черно поле a3 · бял цар на бяло поле d3 · черен топ на бяло поле f3 · бяла дама на бяло поле c2 · бяла пешка на черно поле h2 · бял топ на черно поле a1 · бял офицер на бяло поле f1 | черен топ на бяло поле a8 · черен офицер на бяло поле c8 · черна пешка на черно поле a7 · черна пешка на бяло поле d7 · черен цар на черно поле g7 · черна пешка на бяло поле h7 · черна пешка на черно поле b6 · черен кон на бяло поле c6 · черна пешка на бяло поле e6 · бяла пешка на черно поле b4 · бяла пешка на бяло поле c4 · бяла пешка на черно поле a3 · бял цар на бяло поле d3 · черен топ на бяло поле f3 · бяла дама на бяло поле c2 · бяла пешка на черно поле h2 · бял топ на черно поле a1 · бял офицер на бяло поле f1 | черен топ на бяло поле a8 · черен офицер на бяло поле c8 · черна пешка на черно поле a7 · черна пешка на бяло поле d7 · черен цар на черно поле g7 · черна пешка на бяло поле h7 · черна пешка на черно поле b6 · черен кон на бяло поле c6 · черна пешка на бяло поле e6 · бяла пешка на черно поле b4 · бяла пешка на бяло поле c4 · бяла пешка на черно поле a3 · бял цар на бяло поле d3 · черен топ на бяло поле f3 · бяла дама на бяло поле c2 · бяла пешка на черно поле h2 · бял топ на черно поле a1 · бял офицер на бяло поле f1 | черен топ на бяло поле a8 · черен офицер на бяло поле c8 · черна пешка на черно поле a7 · черна пешка на бяло поле d7 · черен цар на черно поле g7 · черна пешка на бяло поле h7 · черна пешка на черно поле b6 · черен кон на бяло поле c6 · черна пешка на бяло поле e6 · бяла пешка на черно поле b4 · бяла пешка на бяло поле c4 · бяла пешка на черно поле a3 · бял цар на бяло поле d3 · черен топ на бяло поле f3 · бяла дама на бяло поле c2 · бяла пешка на черно поле h2 · бял топ на черно поле a1 · бял офицер на бяло поле f1 | черен топ на бяло поле a8 · черен офицер на бяло поле c8 · черна пешка на черно поле a7 · черна пешка на бяло поле d7 · черен цар на черно поле g7 · черна пешка на бяло поле h7 · черна пешка на черно поле b6 · черен кон на бяло поле c6 · черна пешка на бяло поле e6 · бяла пешка на черно поле b4 · бяла пешка на бяло поле c4 · бяла пешка на черно поле a3 · бял цар на бяло поле d3 · черен топ на бяло поле f3 · бяла дама на бяло поле c2 · бяла пешка на черно поле h2 · бял топ на черно поле a1 · бял офицер на бяло поле f1 | 8 |
| 7 | черен топ на бяло поле a8 · черен офицер на бяло поле c8 · черна пешка на черно поле a7 · черна пешка на бяло поле d7 · черен цар на черно поле g7 · черна пешка на бяло поле h7 · черна пешка на черно поле b6 · черен кон на бяло поле c6 · черна пешка на бяло поле e6 · бяла пешка на черно поле b4 · бяла пешка на бяло поле c4 · бяла пешка на черно поле a3 · бял цар на бяло поле d3 · черен топ на бяло поле f3 · бяла дама на бяло поле c2 · бяла пешка на черно поле h2 · бял топ на черно поле a1 · бял офицер на бяло поле f1 | черен топ на бяло поле a8 · черен офицер на бяло поле c8 · черна пешка на черно поле a7 · черна пешка на бяло поле d7 · черен цар на черно поле g7 · черна пешка на бяло поле h7 · черна пешка на черно поле b6 · черен кон на бяло поле c6 · черна пешка на бяло поле e6 · бяла пешка на черно поле b4 · бяла пешка на бяло поле c4 · бяла пешка на черно поле a3 · бял цар на бяло поле d3 · черен топ на бяло поле f3 · бяла дама на бяло поле c2 · бяла пешка на черно поле h2 · бял топ на черно поле a1 · бял офицер на бяло поле f1 | черен топ на бяло поле a8 · черен офицер на бяло поле c8 · черна пешка на черно поле a7 · черна пешка на бяло поле d7 · черен цар на черно поле g7 · черна пешка на бяло поле h7 · черна пешка на черно поле b6 · черен кон на бяло поле c6 · черна пешка на бяло поле e6 · бяла пешка на черно поле b4 · бяла пешка на бяло поле c4 · бяла пешка на черно поле a3 · бял цар на бяло поле d3 · черен топ на бяло поле f3 · бяла дама на бяло поле c2 · бяла пешка на черно поле h2 · бял топ на черно поле a1 · бял офицер на бяло поле f1 | черен топ на бяло поле a8 · черен офицер на бяло поле c8 · черна пешка на черно поле a7 · черна пешка на бяло поле d7 · черен цар на черно поле g7 · черна пешка на бяло поле h7 · черна пешка на черно поле b6 · черен кон на бяло поле c6 · черна пешка на бяло поле e6 · бяла пешка на черно поле b4 · бяла пешка на бяло поле c4 · бяла пешка на черно поле a3 · бял цар на бяло поле d3 · черен топ на бяло поле f3 · бяла дама на бяло поле c2 · бяла пешка на черно поле h2 · бял топ на черно поле a1 · бял офицер на бяло поле f1 | черен топ на бяло поле a8 · черен офицер на бяло поле c8 · черна пешка на черно поле a7 · черна пешка на бяло поле d7 · черен цар на черно поле g7 · черна пешка на бяло поле h7 · черна пешка на черно поле b6 · черен кон на бяло поле c6 · черна пешка на бяло поле e6 · бяла пешка на черно поле b4 · бяла пешка на бяло поле c4 · бяла пешка на черно поле a3 · бял цар на бяло поле d3 · черен топ на бяло поле f3 · бяла дама на бяло поле c2 · бяла пешка на черно поле h2 · бял топ на черно поле a1 · бял офицер на бяло поле f1 | черен топ на бяло поле a8 · черен офицер на бяло поле c8 · черна пешка на черно поле a7 · черна пешка на бяло поле d7 · черен цар на черно поле g7 · черна пешка на бяло поле h7 · черна пешка на черно поле b6 · черен кон на бяло поле c6 · черна пешка на бяло поле e6 · бяла пешка на черно поле b4 · бяла пешка на бяло поле c4 · бяла пешка на черно поле a3 · бял цар на бяло поле d3 · черен топ на бяло поле f3 · бяла дама на бяло поле c2 · бяла пешка на черно поле h2 · бял топ на черно поле a1 · бял офицер на бяло поле f1 | черен топ на бяло поле a8 · черен офицер на бяло поле c8 · черна пешка на черно поле a7 · черна пешка на бяло поле d7 · черен цар на черно поле g7 · черна пешка на бяло поле h7 · черна пешка на черно поле b6 · черен кон на бяло поле c6 · черна пешка на бяло поле e6 · бяла пешка на черно поле b4 · бяла пешка на бяло поле c4 · бяла пешка на черно поле a3 · бял цар на бяло поле d3 · черен топ на бяло поле f3 · бяла дама на бяло поле c2 · бяла пешка на черно поле h2 · бял топ на черно поле a1 · бял офицер на бяло поле f1 | черен топ на бяло поле a8 · черен офицер на бяло поле c8 · черна пешка на черно поле a7 · черна пешка на бяло поле d7 · черен цар на черно поле g7 · черна пешка на бяло поле h7 · черна пешка на черно поле b6 · черен кон на бяло поле c6 · черна пешка на бяло поле e6 · бяла пешка на черно поле b4 · бяла пешка на бяло поле c4 · бяла пешка на черно поле a3 · бял цар на бяло поле d3 · черен топ на бяло поле f3 · бяла дама на бяло поле c2 · бяла пешка на черно поле h2 · бял топ на черно поле a1 · бял офицер на бяло поле f1 | 7 |
| 6 | черен топ на бяло поле a8 · черен офицер на бяло поле c8 · черна пешка на черно поле a7 · черна пешка на бяло поле d7 · черен цар на черно поле g7 · черна пешка на бяло поле h7 · черна пешка на черно поле b6 · черен кон на бяло поле c6 · черна пешка на бяло поле e6 · бяла пешка на черно поле b4 · бяла пешка на бяло поле c4 · бяла пешка на черно поле a3 · бял цар на бяло поле d3 · черен топ на бяло поле f3 · бяла дама на бяло поле c2 · бяла пешка на черно поле h2 · бял топ на черно поле a1 · бял офицер на бяло поле f1 | черен топ на бяло поле a8 · черен офицер на бяло поле c8 · черна пешка на черно поле a7 · черна пешка на бяло поле d7 · черен цар на черно поле g7 · черна пешка на бяло поле h7 · черна пешка на черно поле b6 · черен кон на бяло поле c6 · черна пешка на бяло поле e6 · бяла пешка на черно поле b4 · бяла пешка на бяло поле c4 · бяла пешка на черно поле a3 · бял цар на бяло поле d3 · черен топ на бяло поле f3 · бяла дама на бяло поле c2 · бяла пешка на черно поле h2 · бял топ на черно поле a1 · бял офицер на бяло поле f1 | черен топ на бяло поле a8 · черен офицер на бяло поле c8 · черна пешка на черно поле a7 · черна пешка на бяло поле d7 · черен цар на черно поле g7 · черна пешка на бяло поле h7 · черна пешка на черно поле b6 · черен кон на бяло поле c6 · черна пешка на бяло поле e6 · бяла пешка на черно поле b4 · бяла пешка на бяло поле c4 · бяла пешка на черно поле a3 · бял цар на бяло поле d3 · черен топ на бяло поле f3 · бяла дама на бяло поле c2 · бяла пешка на черно поле h2 · бял топ на черно поле a1 · бял офицер на бяло поле f1 | черен топ на бяло поле a8 · черен офицер на бяло поле c8 · черна пешка на черно поле a7 · черна пешка на бяло поле d7 · черен цар на черно поле g7 · черна пешка на бяло поле h7 · черна пешка на черно поле b6 · черен кон на бяло поле c6 · черна пешка на бяло поле e6 · бяла пешка на черно поле b4 · бяла пешка на бяло поле c4 · бяла пешка на черно поле a3 · бял цар на бяло поле d3 · черен топ на бяло поле f3 · бяла дама на бяло поле c2 · бяла пешка на черно поле h2 · бял топ на черно поле a1 · бял офицер на бяло поле f1 | черен топ на бяло поле a8 · черен офицер на бяло поле c8 · черна пешка на черно поле a7 · черна пешка на бяло поле d7 · черен цар на черно поле g7 · черна пешка на бяло поле h7 · черна пешка на черно поле b6 · черен кон на бяло поле c6 · черна пешка на бяло поле e6 · бяла пешка на черно поле b4 · бяла пешка на бяло поле c4 · бяла пешка на черно поле a3 · бял цар на бяло поле d3 · черен топ на бяло поле f3 · бяла дама на бяло поле c2 · бяла пешка на черно поле h2 · бял топ на черно поле a1 · бял офицер на бяло поле f1 | черен топ на бяло поле a8 · черен офицер на бяло поле c8 · черна пешка на черно поле a7 · черна пешка на бяло поле d7 · черен цар на черно поле g7 · черна пешка на бяло поле h7 · черна пешка на черно поле b6 · черен кон на бяло поле c6 · черна пешка на бяло поле e6 · бяла пешка на черно поле b4 · бяла пешка на бяло поле c4 · бяла пешка на черно поле a3 · бял цар на бяло поле d3 · черен топ на бяло поле f3 · бяла дама на бяло поле c2 · бяла пешка на черно поле h2 · бял топ на черно поле a1 · бял офицер на бяло поле f1 | черен топ на бяло поле a8 · черен офицер на бяло поле c8 · черна пешка на черно поле a7 · черна пешка на бяло поле d7 · черен цар на черно поле g7 · черна пешка на бяло поле h7 · черна пешка на черно поле b6 · черен кон на бяло поле c6 · черна пешка на бяло поле e6 · бяла пешка на черно поле b4 · бяла пешка на бяло поле c4 · бяла пешка на черно поле a3 · бял цар на бяло поле d3 · черен топ на бяло поле f3 · бяла дама на бяло поле c2 · бяла пешка на черно поле h2 · бял топ на черно поле a1 · бял офицер на бяло поле f1 | черен топ на бяло поле a8 · черен офицер на бяло поле c8 · черна пешка на черно поле a7 · черна пешка на бяло поле d7 · черен цар на черно поле g7 · черна пешка на бяло поле h7 · черна пешка на черно поле b6 · черен кон на бяло поле c6 · черна пешка на бяло поле e6 · бяла пешка на черно поле b4 · бяла пешка на бяло поле c4 · бяла пешка на черно поле a3 · бял цар на бяло поле d3 · черен топ на бяло поле f3 · бяла дама на бяло поле c2 · бяла пешка на черно поле h2 · бял топ на черно поле a1 · бял офицер на бяло поле f1 | 6 |
| 5 | черен топ на бяло поле a8 · черен офицер на бяло поле c8 · черна пешка на черно поле a7 · черна пешка на бяло поле d7 · черен цар на черно поле g7 · черна пешка на бяло поле h7 · черна пешка на черно поле b6 · черен кон на бяло поле c6 · черна пешка на бяло поле e6 · бяла пешка на черно поле b4 · бяла пешка на бяло поле c4 · бяла пешка на черно поле a3 · бял цар на бяло поле d3 · черен топ на бяло поле f3 · бяла дама на бяло поле c2 · бяла пешка на черно поле h2 · бял топ на черно поле a1 · бял офицер на бяло поле f1 | черен топ на бяло поле a8 · черен офицер на бяло поле c8 · черна пешка на черно поле a7 · черна пешка на бяло поле d7 · черен цар на черно поле g7 · черна пешка на бяло поле h7 · черна пешка на черно поле b6 · черен кон на бяло поле c6 · черна пешка на бяло поле e6 · бяла пешка на черно поле b4 · бяла пешка на бяло поле c4 · бяла пешка на черно поле a3 · бял цар на бяло поле d3 · черен топ на бяло поле f3 · бяла дама на бяло поле c2 · бяла пешка на черно поле h2 · бял топ на черно поле a1 · бял офицер на бяло поле f1 | черен топ на бяло поле a8 · черен офицер на бяло поле c8 · черна пешка на черно поле a7 · черна пешка на бяло поле d7 · черен цар на черно поле g7 · черна пешка на бяло поле h7 · черна пешка на черно поле b6 · черен кон на бяло поле c6 · черна пешка на бяло поле e6 · бяла пешка на черно поле b4 · бяла пешка на бяло поле c4 · бяла пешка на черно поле a3 · бял цар на бяло поле d3 · черен топ на бяло поле f3 · бяла дама на бяло поле c2 · бяла пешка на черно поле h2 · бял топ на черно поле a1 · бял офицер на бяло поле f1 | черен топ на бяло поле a8 · черен офицер на бяло поле c8 · черна пешка на черно поле a7 · черна пешка на бяло поле d7 · черен цар на черно поле g7 · черна пешка на бяло поле h7 · черна пешка на черно поле b6 · черен кон на бяло поле c6 · черна пешка на бяло поле e6 · бяла пешка на черно поле b4 · бяла пешка на бяло поле c4 · бяла пешка на черно поле a3 · бял цар на бяло поле d3 · черен топ на бяло поле f3 · бяла дама на бяло поле c2 · бяла пешка на черно поле h2 · бял топ на черно поле a1 · бял офицер на бяло поле f1 | черен топ на бяло поле a8 · черен офицер на бяло поле c8 · черна пешка на черно поле a7 · черна пешка на бяло поле d7 · черен цар на черно поле g7 · черна пешка на бяло поле h7 · черна пешка на черно поле b6 · черен кон на бяло поле c6 · черна пешка на бяло поле e6 · бяла пешка на черно поле b4 · бяла пешка на бяло поле c4 · бяла пешка на черно поле a3 · бял цар на бяло поле d3 · черен топ на бяло поле f3 · бяла дама на бяло поле c2 · бяла пешка на черно поле h2 · бял топ на черно поле a1 · бял офицер на бяло поле f1 | черен топ на бяло поле a8 · черен офицер на бяло поле c8 · черна пешка на черно поле a7 · черна пешка на бяло поле d7 · черен цар на черно поле g7 · черна пешка на бяло поле h7 · черна пешка на черно поле b6 · черен кон на бяло поле c6 · черна пешка на бяло поле e6 · бяла пешка на черно поле b4 · бяла пешка на бяло поле c4 · бяла пешка на черно поле a3 · бял цар на бяло поле d3 · черен топ на бяло поле f3 · бяла дама на бяло поле c2 · бяла пешка на черно поле h2 · бял топ на черно поле a1 · бял офицер на бяло поле f1 | черен топ на бяло поле a8 · черен офицер на бяло поле c8 · черна пешка на черно поле a7 · черна пешка на бяло поле d7 · черен цар на черно поле g7 · черна пешка на бяло поле h7 · черна пешка на черно поле b6 · черен кон на бяло поле c6 · черна пешка на бяло поле e6 · бяла пешка на черно поле b4 · бяла пешка на бяло поле c4 · бяла пешка на черно поле a3 · бял цар на бяло поле d3 · черен топ на бяло поле f3 · бяла дама на бяло поле c2 · бяла пешка на черно поле h2 · бял топ на черно поле a1 · бял офицер на бяло поле f1 | черен топ на бяло поле a8 · черен офицер на бяло поле c8 · черна пешка на черно поле a7 · черна пешка на бяло поле d7 · черен цар на черно поле g7 · черна пешка на бяло поле h7 · черна пешка на черно поле b6 · черен кон на бяло поле c6 · черна пешка на бяло поле e6 · бяла пешка на черно поле b4 · бяла пешка на бяло поле c4 · бяла пешка на черно поле a3 · бял цар на бяло поле d3 · черен топ на бяло поле f3 · бяла дама на бяло поле c2 · бяла пешка на черно поле h2 · бял топ на черно поле a1 · бял офицер на бяло поле f1 | 5 |
| 4 | черен топ на бяло поле a8 · черен офицер на бяло поле c8 · черна пешка на черно поле a7 · черна пешка на бяло поле d7 · черен цар на черно поле g7 · черна пешка на бяло поле h7 · черна пешка на черно поле b6 · черен кон на бяло поле c6 · черна пешка на бяло поле e6 · бяла пешка на черно поле b4 · бяла пешка на бяло поле c4 · бяла пешка на черно поле a3 · бял цар на бяло поле d3 · черен топ на бяло поле f3 · бяла дама на бяло поле c2 · бяла пешка на черно поле h2 · бял топ на черно поле a1 · бял офицер на бяло поле f1 | черен топ на бяло поле a8 · черен офицер на бяло поле c8 · черна пешка на черно поле a7 · черна пешка на бяло поле d7 · черен цар на черно поле g7 · черна пешка на бяло поле h7 · черна пешка на черно поле b6 · черен кон на бяло поле c6 · черна пешка на бяло поле e6 · бяла пешка на черно поле b4 · бяла пешка на бяло поле c4 · бяла пешка на черно поле a3 · бял цар на бяло поле d3 · черен топ на бяло поле f3 · бяла дама на бяло поле c2 · бяла пешка на черно поле h2 · бял топ на черно поле a1 · бял офицер на бяло поле f1 | черен топ на бяло поле a8 · черен офицер на бяло поле c8 · черна пешка на черно поле a7 · черна пешка на бяло поле d7 · черен цар на черно поле g7 · черна пешка на бяло поле h7 · черна пешка на черно поле b6 · черен кон на бяло поле c6 · черна пешка на бяло поле e6 · бяла пешка на черно поле b4 · бяла пешка на бяло поле c4 · бяла пешка на черно поле a3 · бял цар на бяло поле d3 · черен топ на бяло поле f3 · бяла дама на бяло поле c2 · бяла пешка на черно поле h2 · бял топ на черно поле a1 · бял офицер на бяло поле f1 | черен топ на бяло поле a8 · черен офицер на бяло поле c8 · черна пешка на черно поле a7 · черна пешка на бяло поле d7 · черен цар на черно поле g7 · черна пешка на бяло поле h7 · черна пешка на черно поле b6 · черен кон на бяло поле c6 · черна пешка на бяло поле e6 · бяла пешка на черно поле b4 · бяла пешка на бяло поле c4 · бяла пешка на черно поле a3 · бял цар на бяло поле d3 · черен топ на бяло поле f3 · бяла дама на бяло поле c2 · бяла пешка на черно поле h2 · бял топ на черно поле a1 · бял офицер на бяло поле f1 | черен топ на бяло поле a8 · черен офицер на бяло поле c8 · черна пешка на черно поле a7 · черна пешка на бяло поле d7 · черен цар на черно поле g7 · черна пешка на бяло поле h7 · черна пешка на черно поле b6 · черен кон на бяло поле c6 · черна пешка на бяло поле e6 · бяла пешка на черно поле b4 · бяла пешка на бяло поле c4 · бяла пешка на черно поле a3 · бял цар на бяло поле d3 · черен топ на бяло поле f3 · бяла дама на бяло поле c2 · бяла пешка на черно поле h2 · бял топ на черно поле a1 · бял офицер на бяло поле f1 | черен топ на бяло поле a8 · черен офицер на бяло поле c8 · черна пешка на черно поле a7 · черна пешка на бяло поле d7 · черен цар на черно поле g7 · черна пешка на бяло поле h7 · черна пешка на черно поле b6 · черен кон на бяло поле c6 · черна пешка на бяло поле e6 · бяла пешка на черно поле b4 · бяла пешка на бяло поле c4 · бяла пешка на черно поле a3 · бял цар на бяло поле d3 · черен топ на бяло поле f3 · бяла дама на бяло поле c2 · бяла пешка на черно поле h2 · бял топ на черно поле a1 · бял офицер на бяло поле f1 | черен топ на бяло поле a8 · черен офицер на бяло поле c8 · черна пешка на черно поле a7 · черна пешка на бяло поле d7 · черен цар на черно поле g7 · черна пешка на бяло поле h7 · черна пешка на черно поле b6 · черен кон на бяло поле c6 · черна пешка на бяло поле e6 · бяла пешка на черно поле b4 · бяла пешка на бяло поле c4 · бяла пешка на черно поле a3 · бял цар на бяло поле d3 · черен топ на бяло поле f3 · бяла дама на бяло поле c2 · бяла пешка на черно поле h2 · бял топ на черно поле a1 · бял офицер на бяло поле f1 | черен топ на бяло поле a8 · черен офицер на бяло поле c8 · черна пешка на черно поле a7 · черна пешка на бяло поле d7 · черен цар на черно поле g7 · черна пешка на бяло поле h7 · черна пешка на черно поле b6 · черен кон на бяло поле c6 · черна пешка на бяло поле e6 · бяла пешка на черно поле b4 · бяла пешка на бяло поле c4 · бяла пешка на черно поле a3 · бял цар на бяло поле d3 · черен топ на бяло поле f3 · бяла дама на бяло поле c2 · бяла пешка на черно поле h2 · бял топ на черно поле a1 · бял офицер на бяло поле f1 | 4 |
| 3 | черен топ на бяло поле a8 · черен офицер на бяло поле c8 · черна пешка на черно поле a7 · черна пешка на бяло поле d7 · черен цар на черно поле g7 · черна пешка на бяло поле h7 · черна пешка на черно поле b6 · черен кон на бяло поле c6 · черна пешка на бяло поле e6 · бяла пешка на черно поле b4 · бяла пешка на бяло поле c4 · бяла пешка на черно поле a3 · бял цар на бяло поле d3 · черен топ на бяло поле f3 · бяла дама на бяло поле c2 · бяла пешка на черно поле h2 · бял топ на черно поле a1 · бял офицер на бяло поле f1 | черен топ на бяло поле a8 · черен офицер на бяло поле c8 · черна пешка на черно поле a7 · черна пешка на бяло поле d7 · черен цар на черно поле g7 · черна пешка на бяло поле h7 · черна пешка на черно поле b6 · черен кон на бяло поле c6 · черна пешка на бяло поле e6 · бяла пешка на черно поле b4 · бяла пешка на бяло поле c4 · бяла пешка на черно поле a3 · бял цар на бяло поле d3 · черен топ на бяло поле f3 · бяла дама на бяло поле c2 · бяла пешка на черно поле h2 · бял топ на черно поле a1 · бял офицер на бяло поле f1 | черен топ на бяло поле a8 · черен офицер на бяло поле c8 · черна пешка на черно поле a7 · черна пешка на бяло поле d7 · черен цар на черно поле g7 · черна пешка на бяло поле h7 · черна пешка на черно поле b6 · черен кон на бяло поле c6 · черна пешка на бяло поле e6 · бяла пешка на черно поле b4 · бяла пешка на бяло поле c4 · бяла пешка на черно поле a3 · бял цар на бяло поле d3 · черен топ на бяло поле f3 · бяла дама на бяло поле c2 · бяла пешка на черно поле h2 · бял топ на черно поле a1 · бял офицер на бяло поле f1 | черен топ на бяло поле a8 · черен офицер на бяло поле c8 · черна пешка на черно поле a7 · черна пешка на бяло поле d7 · черен цар на черно поле g7 · черна пешка на бяло поле h7 · черна пешка на черно поле b6 · черен кон на бяло поле c6 · черна пешка на бяло поле e6 · бяла пешка на черно поле b4 · бяла пешка на бяло поле c4 · бяла пешка на черно поле a3 · бял цар на бяло поле d3 · черен топ на бяло поле f3 · бяла дама на бяло поле c2 · бяла пешка на черно поле h2 · бял топ на черно поле a1 · бял офицер на бяло поле f1 | черен топ на бяло поле a8 · черен офицер на бяло поле c8 · черна пешка на черно поле a7 · черна пешка на бяло поле d7 · черен цар на черно поле g7 · черна пешка на бяло поле h7 · черна пешка на черно поле b6 · черен кон на бяло поле c6 · черна пешка на бяло поле e6 · бяла пешка на черно поле b4 · бяла пешка на бяло поле c4 · бяла пешка на черно поле a3 · бял цар на бяло поле d3 · черен топ на бяло поле f3 · бяла дама на бяло поле c2 · бяла пешка на черно поле h2 · бял топ на черно поле a1 · бял офицер на бяло поле f1 | черен топ на бяло поле a8 · черен офицер на бяло поле c8 · черна пешка на черно поле a7 · черна пешка на бяло поле d7 · черен цар на черно поле g7 · черна пешка на бяло поле h7 · черна пешка на черно поле b6 · черен кон на бяло поле c6 · черна пешка на бяло поле e6 · бяла пешка на черно поле b4 · бяла пешка на бяло поле c4 · бяла пешка на черно поле a3 · бял цар на бяло поле d3 · черен топ на бяло поле f3 · бяла дама на бяло поле c2 · бяла пешка на черно поле h2 · бял топ на черно поле a1 · бял офицер на бяло поле f1 | черен топ на бяло поле a8 · черен офицер на бяло поле c8 · черна пешка на черно поле a7 · черна пешка на бяло поле d7 · черен цар на черно поле g7 · черна пешка на бяло поле h7 · черна пешка на черно поле b6 · черен кон на бяло поле c6 · черна пешка на бяло поле e6 · бяла пешка на черно поле b4 · бяла пешка на бяло поле c4 · бяла пешка на черно поле a3 · бял цар на бяло поле d3 · черен топ на бяло поле f3 · бяла дама на бяло поле c2 · бяла пешка на черно поле h2 · бял топ на черно поле a1 · бял офицер на бяло поле f1 | черен топ на бяло поле a8 · черен офицер на бяло поле c8 · черна пешка на черно поле a7 · черна пешка на бяло поле d7 · черен цар на черно поле g7 · черна пешка на бяло поле h7 · черна пешка на черно поле b6 · черен кон на бяло поле c6 · черна пешка на бяло поле e6 · бяла пешка на черно поле b4 · бяла пешка на бяло поле c4 · бяла пешка на черно поле a3 · бял цар на бяло поле d3 · черен топ на бяло поле f3 · бяла дама на бяло поле c2 · бяла пешка на черно поле h2 · бял топ на черно поле a1 · бял офицер на бяло поле f1 | 3 |
| 2 | черен топ на бяло поле a8 · черен офицер на бяло поле c8 · черна пешка на черно поле a7 · черна пешка на бяло поле d7 · черен цар на черно поле g7 · черна пешка на бяло поле h7 · черна пешка на черно поле b6 · черен кон на бяло поле c6 · черна пешка на бяло поле e6 · бяла пешка на черно поле b4 · бяла пешка на бяло поле c4 · бяла пешка на черно поле a3 · бял цар на бяло поле d3 · черен топ на бяло поле f3 · бяла дама на бяло поле c2 · бяла пешка на черно поле h2 · бял топ на черно поле a1 · бял офицер на бяло поле f1 | черен топ на бяло поле a8 · черен офицер на бяло поле c8 · черна пешка на черно поле a7 · черна пешка на бяло поле d7 · черен цар на черно поле g7 · черна пешка на бяло поле h7 · черна пешка на черно поле b6 · черен кон на бяло поле c6 · черна пешка на бяло поле e6 · бяла пешка на черно поле b4 · бяла пешка на бяло поле c4 · бяла пешка на черно поле a3 · бял цар на бяло поле d3 · черен топ на бяло поле f3 · бяла дама на бяло поле c2 · бяла пешка на черно поле h2 · бял топ на черно поле a1 · бял офицер на бяло поле f1 | черен топ на бяло поле a8 · черен офицер на бяло поле c8 · черна пешка на черно поле a7 · черна пешка на бяло поле d7 · черен цар на черно поле g7 · черна пешка на бяло поле h7 · черна пешка на черно поле b6 · черен кон на бяло поле c6 · черна пешка на бяло поле e6 · бяла пешка на черно поле b4 · бяла пешка на бяло поле c4 · бяла пешка на черно поле a3 · бял цар на бяло поле d3 · черен топ на бяло поле f3 · бяла дама на бяло поле c2 · бяла пешка на черно поле h2 · бял топ на черно поле a1 · бял офицер на бяло поле f1 | черен топ на бяло поле a8 · черен офицер на бяло поле c8 · черна пешка на черно поле a7 · черна пешка на бяло поле d7 · черен цар на черно поле g7 · черна пешка на бяло поле h7 · черна пешка на черно поле b6 · черен кон на бяло поле c6 · черна пешка на бяло поле e6 · бяла пешка на черно поле b4 · бяла пешка на бяло поле c4 · бяла пешка на черно поле a3 · бял цар на бяло поле d3 · черен топ на бяло поле f3 · бяла дама на бяло поле c2 · бяла пешка на черно поле h2 · бял топ на черно поле a1 · бял офицер на бяло поле f1 | черен топ на бяло поле a8 · черен офицер на бяло поле c8 · черна пешка на черно поле a7 · черна пешка на бяло поле d7 · черен цар на черно поле g7 · черна пешка на бяло поле h7 · черна пешка на черно поле b6 · черен кон на бяло поле c6 · черна пешка на бяло поле e6 · бяла пешка на черно поле b4 · бяла пешка на бяло поле c4 · бяла пешка на черно поле a3 · бял цар на бяло поле d3 · черен топ на бяло поле f3 · бяла дама на бяло поле c2 · бяла пешка на черно поле h2 · бял топ на черно поле a1 · бял офицер на бяло поле f1 | черен топ на бяло поле a8 · черен офицер на бяло поле c8 · черна пешка на черно поле a7 · черна пешка на бяло поле d7 · черен цар на черно поле g7 · черна пешка на бяло поле h7 · черна пешка на черно поле b6 · черен кон на бяло поле c6 · черна пешка на бяло поле e6 · бяла пешка на черно поле b4 · бяла пешка на бяло поле c4 · бяла пешка на черно поле a3 · бял цар на бяло поле d3 · черен топ на бяло поле f3 · бяла дама на бяло поле c2 · бяла пешка на черно поле h2 · бял топ на черно поле a1 · бял офицер на бяло поле f1 | черен топ на бяло поле a8 · черен офицер на бяло поле c8 · черна пешка на черно поле a7 · черна пешка на бяло поле d7 · черен цар на черно поле g7 · черна пешка на бяло поле h7 · черна пешка на черно поле b6 · черен кон на бяло поле c6 · черна пешка на бяло поле e6 · бяла пешка на черно поле b4 · бяла пешка на бяло поле c4 · бяла пешка на черно поле a3 · бял цар на бяло поле d3 · черен топ на бяло поле f3 · бяла дама на бяло поле c2 · бяла пешка на черно поле h2 · бял топ на черно поле a1 · бял офицер на бяло поле f1 | черен топ на бяло поле a8 · черен офицер на бяло поле c8 · черна пешка на черно поле a7 · черна пешка на бяло поле d7 · черен цар на черно поле g7 · черна пешка на бяло поле h7 · черна пешка на черно поле b6 · черен кон на бяло поле c6 · черна пешка на бяло поле e6 · бяла пешка на черно поле b4 · бяла пешка на бяло поле c4 · бяла пешка на черно поле a3 · бял цар на бяло поле d3 · черен топ на бяло поле f3 · бяла дама на бяло поле c2 · бяла пешка на черно поле h2 · бял топ на черно поле a1 · бял офицер на бяло поле f1 | 2 |
| 1 | черен топ на бяло поле a8 · черен офицер на бяло поле c8 · черна пешка на черно поле a7 · черна пешка на бяло поле d7 · черен цар на черно поле g7 · черна пешка на бяло поле h7 · черна пешка на черно поле b6 · черен кон на бяло поле c6 · черна пешка на бяло поле e6 · бяла пешка на черно поле b4 · бяла пешка на бяло поле c4 · бяла пешка на черно поле a3 · бял цар на бяло поле d3 · черен топ на бяло поле f3 · бяла дама на бяло поле c2 · бяла пешка на черно поле h2 · бял топ на черно поле a1 · бял офицер на бяло поле f1 | черен топ на бяло поле a8 · черен офицер на бяло поле c8 · черна пешка на черно поле a7 · черна пешка на бяло поле d7 · черен цар на черно поле g7 · черна пешка на бяло поле h7 · черна пешка на черно поле b6 · черен кон на бяло поле c6 · черна пешка на бяло поле e6 · бяла пешка на черно поле b4 · бяла пешка на бяло поле c4 · бяла пешка на черно поле a3 · бял цар на бяло поле d3 · черен топ на бяло поле f3 · бяла дама на бяло поле c2 · бяла пешка на черно поле h2 · бял топ на черно поле a1 · бял офицер на бяло поле f1 | черен топ на бяло поле a8 · черен офицер на бяло поле c8 · черна пешка на черно поле a7 · черна пешка на бяло поле d7 · черен цар на черно поле g7 · черна пешка на бяло поле h7 · черна пешка на черно поле b6 · черен кон на бяло поле c6 · черна пешка на бяло поле e6 · бяла пешка на черно поле b4 · бяла пешка на бяло поле c4 · бяла пешка на черно поле a3 · бял цар на бяло поле d3 · черен топ на бяло поле f3 · бяла дама на бяло поле c2 · бяла пешка на черно поле h2 · бял топ на черно поле a1 · бял офицер на бяло поле f1 | черен топ на бяло поле a8 · черен офицер на бяло поле c8 · черна пешка на черно поле a7 · черна пешка на бяло поле d7 · черен цар на черно поле g7 · черна пешка на бяло поле h7 · черна пешка на черно поле b6 · черен кон на бяло поле c6 · черна пешка на бяло поле e6 · бяла пешка на черно поле b4 · бяла пешка на бяло поле c4 · бяла пешка на черно поле a3 · бял цар на бяло поле d3 · черен топ на бяло поле f3 · бяла дама на бяло поле c2 · бяла пешка на черно поле h2 · бял топ на черно поле a1 · бял офицер на бяло поле f1 | черен топ на бяло поле a8 · черен офицер на бяло поле c8 · черна пешка на черно поле a7 · черна пешка на бяло поле d7 · черен цар на черно поле g7 · черна пешка на бяло поле h7 · черна пешка на черно поле b6 · черен кон на бяло поле c6 · черна пешка на бяло поле e6 · бяла пешка на черно поле b4 · бяла пешка на бяло поле c4 · бяла пешка на черно поле a3 · бял цар на бяло поле d3 · черен топ на бяло поле f3 · бяла дама на бяло поле c2 · бяла пешка на черно поле h2 · бял топ на черно поле a1 · бял офицер на бяло поле f1 | черен топ на бяло поле a8 · черен офицер на бяло поле c8 · черна пешка на черно поле a7 · черна пешка на бяло поле d7 · черен цар на черно поле g7 · черна пешка на бяло поле h7 · черна пешка на черно поле b6 · черен кон на бяло поле c6 · черна пешка на бяло поле e6 · бяла пешка на черно поле b4 · бяла пешка на бяло поле c4 · бяла пешка на черно поле a3 · бял цар на бяло поле d3 · черен топ на бяло поле f3 · бяла дама на бяло поле c2 · бяла пешка на черно поле h2 · бял топ на черно поле a1 · бял офицер на бяло поле f1 | черен топ на бяло поле a8 · черен офицер на бяло поле c8 · черна пешка на черно поле a7 · черна пешка на бяло поле d7 · черен цар на черно поле g7 · черна пешка на бяло поле h7 · черна пешка на черно поле b6 · черен кон на бяло поле c6 · черна пешка на бяло поле e6 · бяла пешка на черно поле b4 · бяла пешка на бяло поле c4 · бяла пешка на черно поле a3 · бял цар на бяло поле d3 · черен топ на бяло поле f3 · бяла дама на бяло поле c2 · бяла пешка на черно поле h2 · бял топ на черно поле a1 · бял офицер на бяло поле f1 | черен топ на бяло поле a8 · черен офицер на бяло поле c8 · черна пешка на черно поле a7 · черна пешка на бяло поле d7 · черен цар на черно поле g7 · черна пешка на бяло поле h7 · черна пешка на черно поле b6 · черен кон на бяло поле c6 · черна пешка на бяло поле e6 · бяла пешка на черно поле b4 · бяла пешка на бяло поле c4 · бяла пешка на черно поле a3 · бял цар на бяло поле d3 · черен топ на бяло поле f3 · бяла дама на бяло поле c2 · бяла пешка на черно поле h2 · бял топ на черно поле a1 · бял офицер на бяло поле f1 | 1 |
|   | a | b | c | d | e | f | g | h |   |

Показаната позиция на диаграма 2 е от партията Гeоргий Стeпaнoв – Петър Романовски, Ленинград, 1926 г. Черните са играли хода 1... Т:f3+, с който започват комбинация, която илюстрира няколко „вилици“ и шахове с абсолютен линеен удар. 
Отстъплението 2.Цe2 би позволило вилка шах-шех 2...Кd4+, нападаща както царя, така и дамата на белите и печелеща дамата. По същия начин, 2.Цd2 би позволило 2...Тf2+ (абсолютен линеен удар по белите цар и дама) 3.Oe2 T:e2+! 4.Ц:e2 Кd4+, отново „вилица“ и спечелване на дамата. Белите избират 2. Цe4, но след 2... d5+! се предават.

Белите все още не могат да вземат черния топ, без да загубят дамата си, но алтернативата 3.c:d5 e:d5+ 4.K:d5 Оe6+ би оставила белите без добра защита. Вземането на офицера 5.Ц:e6 позволява отдавна заплашващата вилица 5...Кd4+, докато вземането на коня 5.Ц:c6 позволява абсолютен линеен удар 5...Тc8+, последван от 6...Т:c2. Отстъплението 5.Цe4 позволява на черния офицер да нанесе абсолютен линеен удар („шпага“) на белия цар и дамата с 5...Оf5+, така че на белите остава само една опция: 5.Цd6. Сега черните биха изиграли 5...Тd8+. Белите не могат да вземат офицера или коня поради точно същите причини като преди (след 6.Ц:e6 Кd4+ 7.Цe7 черните остават с топ повече с 7...К:c2 8.Ц:d8 К:a1), което оставя един легален ход, а именно 6.Цc7, но след това 6...Тf7+ принуждава белия цар да вземе черния кон, позволявайки абсолютен линеен удар 7...Тc8+, последвано от 8...Т:c2.
Според Щайниц следната комбинация от играта Йоханес Цукерторт – Йозеф Блекбърн, Лондон, 1883 г., е една от най-красивите в историята на шахмата (диаграма 3):

|   | a | b | c | d | e | f | g | h |   |
| 8 | черен топ на бяло поле c8 · черен цар на бяло поле g8 · черна пешка на черно поле a7 · черен офицер на бяло поле b7 · черна дама на черно поле e7 · черна пешка на бяло поле h7 · черна пешка на черно поле b6 · черна пешка на бяло поле e6 · бяла пешка на бяло поле g6 · бяла пешка на черно поле d4 · черна пешка на бяло поле e4 · бяла пешка на бяло поле b3 · бял топ на черно поле e3 · бяла пешка на бяло поле a2 · бял офицер на черно поле b2 · черен топ на бяло поле c2 · бяла дама на черно поле d2 · бяла пешка на бяло поле g2 · бяла пешка на черно поле h2 · бял топ на бяло поле f1 · бял цар на черно поле g1 | черен топ на бяло поле c8 · черен цар на бяло поле g8 · черна пешка на черно поле a7 · черен офицер на бяло поле b7 · черна дама на черно поле e7 · черна пешка на бяло поле h7 · черна пешка на черно поле b6 · черна пешка на бяло поле e6 · бяла пешка на бяло поле g6 · бяла пешка на черно поле d4 · черна пешка на бяло поле e4 · бяла пешка на бяло поле b3 · бял топ на черно поле e3 · бяла пешка на бяло поле a2 · бял офицер на черно поле b2 · черен топ на бяло поле c2 · бяла дама на черно поле d2 · бяла пешка на бяло поле g2 · бяла пешка на черно поле h2 · бял топ на бяло поле f1 · бял цар на черно поле g1 | черен топ на бяло поле c8 · черен цар на бяло поле g8 · черна пешка на черно поле a7 · черен офицер на бяло поле b7 · черна дама на черно поле e7 · черна пешка на бяло поле h7 · черна пешка на черно поле b6 · черна пешка на бяло поле e6 · бяла пешка на бяло поле g6 · бяла пешка на черно поле d4 · черна пешка на бяло поле e4 · бяла пешка на бяло поле b3 · бял топ на черно поле e3 · бяла пешка на бяло поле a2 · бял офицер на черно поле b2 · черен топ на бяло поле c2 · бяла дама на черно поле d2 · бяла пешка на бяло поле g2 · бяла пешка на черно поле h2 · бял топ на бяло поле f1 · бял цар на черно поле g1 | черен топ на бяло поле c8 · черен цар на бяло поле g8 · черна пешка на черно поле a7 · черен офицер на бяло поле b7 · черна дама на черно поле e7 · черна пешка на бяло поле h7 · черна пешка на черно поле b6 · черна пешка на бяло поле e6 · бяла пешка на бяло поле g6 · бяла пешка на черно поле d4 · черна пешка на бяло поле e4 · бяла пешка на бяло поле b3 · бял топ на черно поле e3 · бяла пешка на бяло поле a2 · бял офицер на черно поле b2 · черен топ на бяло поле c2 · бяла дама на черно поле d2 · бяла пешка на бяло поле g2 · бяла пешка на черно поле h2 · бял топ на бяло поле f1 · бял цар на черно поле g1 | черен топ на бяло поле c8 · черен цар на бяло поле g8 · черна пешка на черно поле a7 · черен офицер на бяло поле b7 · черна дама на черно поле e7 · черна пешка на бяло поле h7 · черна пешка на черно поле b6 · черна пешка на бяло поле e6 · бяла пешка на бяло поле g6 · бяла пешка на черно поле d4 · черна пешка на бяло поле e4 · бяла пешка на бяло поле b3 · бял топ на черно поле e3 · бяла пешка на бяло поле a2 · бял офицер на черно поле b2 · черен топ на бяло поле c2 · бяла дама на черно поле d2 · бяла пешка на бяло поле g2 · бяла пешка на черно поле h2 · бял топ на бяло поле f1 · бял цар на черно поле g1 | черен топ на бяло поле c8 · черен цар на бяло поле g8 · черна пешка на черно поле a7 · черен офицер на бяло поле b7 · черна дама на черно поле e7 · черна пешка на бяло поле h7 · черна пешка на черно поле b6 · черна пешка на бяло поле e6 · бяла пешка на бяло поле g6 · бяла пешка на черно поле d4 · черна пешка на бяло поле e4 · бяла пешка на бяло поле b3 · бял топ на черно поле e3 · бяла пешка на бяло поле a2 · бял офицер на черно поле b2 · черен топ на бяло поле c2 · бяла дама на черно поле d2 · бяла пешка на бяло поле g2 · бяла пешка на черно поле h2 · бял топ на бяло поле f1 · бял цар на черно поле g1 | черен топ на бяло поле c8 · черен цар на бяло поле g8 · черна пешка на черно поле a7 · черен офицер на бяло поле b7 · черна дама на черно поле e7 · черна пешка на бяло поле h7 · черна пешка на черно поле b6 · черна пешка на бяло поле e6 · бяла пешка на бяло поле g6 · бяла пешка на черно поле d4 · черна пешка на бяло поле e4 · бяла пешка на бяло поле b3 · бял топ на черно поле e3 · бяла пешка на бяло поле a2 · бял офицер на черно поле b2 · черен топ на бяло поле c2 · бяла дама на черно поле d2 · бяла пешка на бяло поле g2 · бяла пешка на черно поле h2 · бял топ на бяло поле f1 · бял цар на черно поле g1 | черен топ на бяло поле c8 · черен цар на бяло поле g8 · черна пешка на черно поле a7 · черен офицер на бяло поле b7 · черна дама на черно поле e7 · черна пешка на бяло поле h7 · черна пешка на черно поле b6 · черна пешка на бяло поле e6 · бяла пешка на бяло поле g6 · бяла пешка на черно поле d4 · черна пешка на бяло поле e4 · бяла пешка на бяло поле b3 · бял топ на черно поле e3 · бяла пешка на бяло поле a2 · бял офицер на черно поле b2 · черен топ на бяло поле c2 · бяла дама на черно поле d2 · бяла пешка на бяло поле g2 · бяла пешка на черно поле h2 · бял топ на бяло поле f1 · бял цар на черно поле g1 | 8 |
| 7 | черен топ на бяло поле c8 · черен цар на бяло поле g8 · черна пешка на черно поле a7 · черен офицер на бяло поле b7 · черна дама на черно поле e7 · черна пешка на бяло поле h7 · черна пешка на черно поле b6 · черна пешка на бяло поле e6 · бяла пешка на бяло поле g6 · бяла пешка на черно поле d4 · черна пешка на бяло поле e4 · бяла пешка на бяло поле b3 · бял топ на черно поле e3 · бяла пешка на бяло поле a2 · бял офицер на черно поле b2 · черен топ на бяло поле c2 · бяла дама на черно поле d2 · бяла пешка на бяло поле g2 · бяла пешка на черно поле h2 · бял топ на бяло поле f1 · бял цар на черно поле g1 | черен топ на бяло поле c8 · черен цар на бяло поле g8 · черна пешка на черно поле a7 · черен офицер на бяло поле b7 · черна дама на черно поле e7 · черна пешка на бяло поле h7 · черна пешка на черно поле b6 · черна пешка на бяло поле e6 · бяла пешка на бяло поле g6 · бяла пешка на черно поле d4 · черна пешка на бяло поле e4 · бяла пешка на бяло поле b3 · бял топ на черно поле e3 · бяла пешка на бяло поле a2 · бял офицер на черно поле b2 · черен топ на бяло поле c2 · бяла дама на черно поле d2 · бяла пешка на бяло поле g2 · бяла пешка на черно поле h2 · бял топ на бяло поле f1 · бял цар на черно поле g1 | черен топ на бяло поле c8 · черен цар на бяло поле g8 · черна пешка на черно поле a7 · черен офицер на бяло поле b7 · черна дама на черно поле e7 · черна пешка на бяло поле h7 · черна пешка на черно поле b6 · черна пешка на бяло поле e6 · бяла пешка на бяло поле g6 · бяла пешка на черно поле d4 · черна пешка на бяло поле e4 · бяла пешка на бяло поле b3 · бял топ на черно поле e3 · бяла пешка на бяло поле a2 · бял офицер на черно поле b2 · черен топ на бяло поле c2 · бяла дама на черно поле d2 · бяла пешка на бяло поле g2 · бяла пешка на черно поле h2 · бял топ на бяло поле f1 · бял цар на черно поле g1 | черен топ на бяло поле c8 · черен цар на бяло поле g8 · черна пешка на черно поле a7 · черен офицер на бяло поле b7 · черна дама на черно поле e7 · черна пешка на бяло поле h7 · черна пешка на черно поле b6 · черна пешка на бяло поле e6 · бяла пешка на бяло поле g6 · бяла пешка на черно поле d4 · черна пешка на бяло поле e4 · бяла пешка на бяло поле b3 · бял топ на черно поле e3 · бяла пешка на бяло поле a2 · бял офицер на черно поле b2 · черен топ на бяло поле c2 · бяла дама на черно поле d2 · бяла пешка на бяло поле g2 · бяла пешка на черно поле h2 · бял топ на бяло поле f1 · бял цар на черно поле g1 | черен топ на бяло поле c8 · черен цар на бяло поле g8 · черна пешка на черно поле a7 · черен офицер на бяло поле b7 · черна дама на черно поле e7 · черна пешка на бяло поле h7 · черна пешка на черно поле b6 · черна пешка на бяло поле e6 · бяла пешка на бяло поле g6 · бяла пешка на черно поле d4 · черна пешка на бяло поле e4 · бяла пешка на бяло поле b3 · бял топ на черно поле e3 · бяла пешка на бяло поле a2 · бял офицер на черно поле b2 · черен топ на бяло поле c2 · бяла дама на черно поле d2 · бяла пешка на бяло поле g2 · бяла пешка на черно поле h2 · бял топ на бяло поле f1 · бял цар на черно поле g1 | черен топ на бяло поле c8 · черен цар на бяло поле g8 · черна пешка на черно поле a7 · черен офицер на бяло поле b7 · черна дама на черно поле e7 · черна пешка на бяло поле h7 · черна пешка на черно поле b6 · черна пешка на бяло поле e6 · бяла пешка на бяло поле g6 · бяла пешка на черно поле d4 · черна пешка на бяло поле e4 · бяла пешка на бяло поле b3 · бял топ на черно поле e3 · бяла пешка на бяло поле a2 · бял офицер на черно поле b2 · черен топ на бяло поле c2 · бяла дама на черно поле d2 · бяла пешка на бяло поле g2 · бяла пешка на черно поле h2 · бял топ на бяло поле f1 · бял цар на черно поле g1 | черен топ на бяло поле c8 · черен цар на бяло поле g8 · черна пешка на черно поле a7 · черен офицер на бяло поле b7 · черна дама на черно поле e7 · черна пешка на бяло поле h7 · черна пешка на черно поле b6 · черна пешка на бяло поле e6 · бяла пешка на бяло поле g6 · бяла пешка на черно поле d4 · черна пешка на бяло поле e4 · бяла пешка на бяло поле b3 · бял топ на черно поле e3 · бяла пешка на бяло поле a2 · бял офицер на черно поле b2 · черен топ на бяло поле c2 · бяла дама на черно поле d2 · бяла пешка на бяло поле g2 · бяла пешка на черно поле h2 · бял топ на бяло поле f1 · бял цар на черно поле g1 | черен топ на бяло поле c8 · черен цар на бяло поле g8 · черна пешка на черно поле a7 · черен офицер на бяло поле b7 · черна дама на черно поле e7 · черна пешка на бяло поле h7 · черна пешка на черно поле b6 · черна пешка на бяло поле e6 · бяла пешка на бяло поле g6 · бяла пешка на черно поле d4 · черна пешка на бяло поле e4 · бяла пешка на бяло поле b3 · бял топ на черно поле e3 · бяла пешка на бяло поле a2 · бял офицер на черно поле b2 · черен топ на бяло поле c2 · бяла дама на черно поле d2 · бяла пешка на бяло поле g2 · бяла пешка на черно поле h2 · бял топ на бяло поле f1 · бял цар на черно поле g1 | 7 |
| 6 | черен топ на бяло поле c8 · черен цар на бяло поле g8 · черна пешка на черно поле a7 · черен офицер на бяло поле b7 · черна дама на черно поле e7 · черна пешка на бяло поле h7 · черна пешка на черно поле b6 · черна пешка на бяло поле e6 · бяла пешка на бяло поле g6 · бяла пешка на черно поле d4 · черна пешка на бяло поле e4 · бяла пешка на бяло поле b3 · бял топ на черно поле e3 · бяла пешка на бяло поле a2 · бял офицер на черно поле b2 · черен топ на бяло поле c2 · бяла дама на черно поле d2 · бяла пешка на бяло поле g2 · бяла пешка на черно поле h2 · бял топ на бяло поле f1 · бял цар на черно поле g1 | черен топ на бяло поле c8 · черен цар на бяло поле g8 · черна пешка на черно поле a7 · черен офицер на бяло поле b7 · черна дама на черно поле e7 · черна пешка на бяло поле h7 · черна пешка на черно поле b6 · черна пешка на бяло поле e6 · бяла пешка на бяло поле g6 · бяла пешка на черно поле d4 · черна пешка на бяло поле e4 · бяла пешка на бяло поле b3 · бял топ на черно поле e3 · бяла пешка на бяло поле a2 · бял офицер на черно поле b2 · черен топ на бяло поле c2 · бяла дама на черно поле d2 · бяла пешка на бяло поле g2 · бяла пешка на черно поле h2 · бял топ на бяло поле f1 · бял цар на черно поле g1 | черен топ на бяло поле c8 · черен цар на бяло поле g8 · черна пешка на черно поле a7 · черен офицер на бяло поле b7 · черна дама на черно поле e7 · черна пешка на бяло поле h7 · черна пешка на черно поле b6 · черна пешка на бяло поле e6 · бяла пешка на бяло поле g6 · бяла пешка на черно поле d4 · черна пешка на бяло поле e4 · бяла пешка на бяло поле b3 · бял топ на черно поле e3 · бяла пешка на бяло поле a2 · бял офицер на черно поле b2 · черен топ на бяло поле c2 · бяла дама на черно поле d2 · бяла пешка на бяло поле g2 · бяла пешка на черно поле h2 · бял топ на бяло поле f1 · бял цар на черно поле g1 | черен топ на бяло поле c8 · черен цар на бяло поле g8 · черна пешка на черно поле a7 · черен офицер на бяло поле b7 · черна дама на черно поле e7 · черна пешка на бяло поле h7 · черна пешка на черно поле b6 · черна пешка на бяло поле e6 · бяла пешка на бяло поле g6 · бяла пешка на черно поле d4 · черна пешка на бяло поле e4 · бяла пешка на бяло поле b3 · бял топ на черно поле e3 · бяла пешка на бяло поле a2 · бял офицер на черно поле b2 · черен топ на бяло поле c2 · бяла дама на черно поле d2 · бяла пешка на бяло поле g2 · бяла пешка на черно поле h2 · бял топ на бяло поле f1 · бял цар на черно поле g1 | черен топ на бяло поле c8 · черен цар на бяло поле g8 · черна пешка на черно поле a7 · черен офицер на бяло поле b7 · черна дама на черно поле e7 · черна пешка на бяло поле h7 · черна пешка на черно поле b6 · черна пешка на бяло поле e6 · бяла пешка на бяло поле g6 · бяла пешка на черно поле d4 · черна пешка на бяло поле e4 · бяла пешка на бяло поле b3 · бял топ на черно поле e3 · бяла пешка на бяло поле a2 · бял офицер на черно поле b2 · черен топ на бяло поле c2 · бяла дама на черно поле d2 · бяла пешка на бяло поле g2 · бяла пешка на черно поле h2 · бял топ на бяло поле f1 · бял цар на черно поле g1 | черен топ на бяло поле c8 · черен цар на бяло поле g8 · черна пешка на черно поле a7 · черен офицер на бяло поле b7 · черна дама на черно поле e7 · черна пешка на бяло поле h7 · черна пешка на черно поле b6 · черна пешка на бяло поле e6 · бяла пешка на бяло поле g6 · бяла пешка на черно поле d4 · черна пешка на бяло поле e4 · бяла пешка на бяло поле b3 · бял топ на черно поле e3 · бяла пешка на бяло поле a2 · бял офицер на черно поле b2 · черен топ на бяло поле c2 · бяла дама на черно поле d2 · бяла пешка на бяло поле g2 · бяла пешка на черно поле h2 · бял топ на бяло поле f1 · бял цар на черно поле g1 | черен топ на бяло поле c8 · черен цар на бяло поле g8 · черна пешка на черно поле a7 · черен офицер на бяло поле b7 · черна дама на черно поле e7 · черна пешка на бяло поле h7 · черна пешка на черно поле b6 · черна пешка на бяло поле e6 · бяла пешка на бяло поле g6 · бяла пешка на черно поле d4 · черна пешка на бяло поле e4 · бяла пешка на бяло поле b3 · бял топ на черно поле e3 · бяла пешка на бяло поле a2 · бял офицер на черно поле b2 · черен топ на бяло поле c2 · бяла дама на черно поле d2 · бяла пешка на бяло поле g2 · бяла пешка на черно поле h2 · бял топ на бяло поле f1 · бял цар на черно поле g1 | черен топ на бяло поле c8 · черен цар на бяло поле g8 · черна пешка на черно поле a7 · черен офицер на бяло поле b7 · черна дама на черно поле e7 · черна пешка на бяло поле h7 · черна пешка на черно поле b6 · черна пешка на бяло поле e6 · бяла пешка на бяло поле g6 · бяла пешка на черно поле d4 · черна пешка на бяло поле e4 · бяла пешка на бяло поле b3 · бял топ на черно поле e3 · бяла пешка на бяло поле a2 · бял офицер на черно поле b2 · черен топ на бяло поле c2 · бяла дама на черно поле d2 · бяла пешка на бяло поле g2 · бяла пешка на черно поле h2 · бял топ на бяло поле f1 · бял цар на черно поле g1 | 6 |
| 5 | черен топ на бяло поле c8 · черен цар на бяло поле g8 · черна пешка на черно поле a7 · черен офицер на бяло поле b7 · черна дама на черно поле e7 · черна пешка на бяло поле h7 · черна пешка на черно поле b6 · черна пешка на бяло поле e6 · бяла пешка на бяло поле g6 · бяла пешка на черно поле d4 · черна пешка на бяло поле e4 · бяла пешка на бяло поле b3 · бял топ на черно поле e3 · бяла пешка на бяло поле a2 · бял офицер на черно поле b2 · черен топ на бяло поле c2 · бяла дама на черно поле d2 · бяла пешка на бяло поле g2 · бяла пешка на черно поле h2 · бял топ на бяло поле f1 · бял цар на черно поле g1 | черен топ на бяло поле c8 · черен цар на бяло поле g8 · черна пешка на черно поле a7 · черен офицер на бяло поле b7 · черна дама на черно поле e7 · черна пешка на бяло поле h7 · черна пешка на черно поле b6 · черна пешка на бяло поле e6 · бяла пешка на бяло поле g6 · бяла пешка на черно поле d4 · черна пешка на бяло поле e4 · бяла пешка на бяло поле b3 · бял топ на черно поле e3 · бяла пешка на бяло поле a2 · бял офицер на черно поле b2 · черен топ на бяло поле c2 · бяла дама на черно поле d2 · бяла пешка на бяло поле g2 · бяла пешка на черно поле h2 · бял топ на бяло поле f1 · бял цар на черно поле g1 | черен топ на бяло поле c8 · черен цар на бяло поле g8 · черна пешка на черно поле a7 · черен офицер на бяло поле b7 · черна дама на черно поле e7 · черна пешка на бяло поле h7 · черна пешка на черно поле b6 · черна пешка на бяло поле e6 · бяла пешка на бяло поле g6 · бяла пешка на черно поле d4 · черна пешка на бяло поле e4 · бяла пешка на бяло поле b3 · бял топ на черно поле e3 · бяла пешка на бяло поле a2 · бял офицер на черно поле b2 · черен топ на бяло поле c2 · бяла дама на черно поле d2 · бяла пешка на бяло поле g2 · бяла пешка на черно поле h2 · бял топ на бяло поле f1 · бял цар на черно поле g1 | черен топ на бяло поле c8 · черен цар на бяло поле g8 · черна пешка на черно поле a7 · черен офицер на бяло поле b7 · черна дама на черно поле e7 · черна пешка на бяло поле h7 · черна пешка на черно поле b6 · черна пешка на бяло поле e6 · бяла пешка на бяло поле g6 · бяла пешка на черно поле d4 · черна пешка на бяло поле e4 · бяла пешка на бяло поле b3 · бял топ на черно поле e3 · бяла пешка на бяло поле a2 · бял офицер на черно поле b2 · черен топ на бяло поле c2 · бяла дама на черно поле d2 · бяла пешка на бяло поле g2 · бяла пешка на черно поле h2 · бял топ на бяло поле f1 · бял цар на черно поле g1 | черен топ на бяло поле c8 · черен цар на бяло поле g8 · черна пешка на черно поле a7 · черен офицер на бяло поле b7 · черна дама на черно поле e7 · черна пешка на бяло поле h7 · черна пешка на черно поле b6 · черна пешка на бяло поле e6 · бяла пешка на бяло поле g6 · бяла пешка на черно поле d4 · черна пешка на бяло поле e4 · бяла пешка на бяло поле b3 · бял топ на черно поле e3 · бяла пешка на бяло поле a2 · бял офицер на черно поле b2 · черен топ на бяло поле c2 · бяла дама на черно поле d2 · бяла пешка на бяло поле g2 · бяла пешка на черно поле h2 · бял топ на бяло поле f1 · бял цар на черно поле g1 | черен топ на бяло поле c8 · черен цар на бяло поле g8 · черна пешка на черно поле a7 · черен офицер на бяло поле b7 · черна дама на черно поле e7 · черна пешка на бяло поле h7 · черна пешка на черно поле b6 · черна пешка на бяло поле e6 · бяла пешка на бяло поле g6 · бяла пешка на черно поле d4 · черна пешка на бяло поле e4 · бяла пешка на бяло поле b3 · бял топ на черно поле e3 · бяла пешка на бяло поле a2 · бял офицер на черно поле b2 · черен топ на бяло поле c2 · бяла дама на черно поле d2 · бяла пешка на бяло поле g2 · бяла пешка на черно поле h2 · бял топ на бяло поле f1 · бял цар на черно поле g1 | черен топ на бяло поле c8 · черен цар на бяло поле g8 · черна пешка на черно поле a7 · черен офицер на бяло поле b7 · черна дама на черно поле e7 · черна пешка на бяло поле h7 · черна пешка на черно поле b6 · черна пешка на бяло поле e6 · бяла пешка на бяло поле g6 · бяла пешка на черно поле d4 · черна пешка на бяло поле e4 · бяла пешка на бяло поле b3 · бял топ на черно поле e3 · бяла пешка на бяло поле a2 · бял офицер на черно поле b2 · черен топ на бяло поле c2 · бяла дама на черно поле d2 · бяла пешка на бяло поле g2 · бяла пешка на черно поле h2 · бял топ на бяло поле f1 · бял цар на черно поле g1 | черен топ на бяло поле c8 · черен цар на бяло поле g8 · черна пешка на черно поле a7 · черен офицер на бяло поле b7 · черна дама на черно поле e7 · черна пешка на бяло поле h7 · черна пешка на черно поле b6 · черна пешка на бяло поле e6 · бяла пешка на бяло поле g6 · бяла пешка на черно поле d4 · черна пешка на бяло поле e4 · бяла пешка на бяло поле b3 · бял топ на черно поле e3 · бяла пешка на бяло поле a2 · бял офицер на черно поле b2 · черен топ на бяло поле c2 · бяла дама на черно поле d2 · бяла пешка на бяло поле g2 · бяла пешка на черно поле h2 · бял топ на бяло поле f1 · бял цар на черно поле g1 | 5 |
| 4 | черен топ на бяло поле c8 · черен цар на бяло поле g8 · черна пешка на черно поле a7 · черен офицер на бяло поле b7 · черна дама на черно поле e7 · черна пешка на бяло поле h7 · черна пешка на черно поле b6 · черна пешка на бяло поле e6 · бяла пешка на бяло поле g6 · бяла пешка на черно поле d4 · черна пешка на бяло поле e4 · бяла пешка на бяло поле b3 · бял топ на черно поле e3 · бяла пешка на бяло поле a2 · бял офицер на черно поле b2 · черен топ на бяло поле c2 · бяла дама на черно поле d2 · бяла пешка на бяло поле g2 · бяла пешка на черно поле h2 · бял топ на бяло поле f1 · бял цар на черно поле g1 | черен топ на бяло поле c8 · черен цар на бяло поле g8 · черна пешка на черно поле a7 · черен офицер на бяло поле b7 · черна дама на черно поле e7 · черна пешка на бяло поле h7 · черна пешка на черно поле b6 · черна пешка на бяло поле e6 · бяла пешка на бяло поле g6 · бяла пешка на черно поле d4 · черна пешка на бяло поле e4 · бяла пешка на бяло поле b3 · бял топ на черно поле e3 · бяла пешка на бяло поле a2 · бял офицер на черно поле b2 · черен топ на бяло поле c2 · бяла дама на черно поле d2 · бяла пешка на бяло поле g2 · бяла пешка на черно поле h2 · бял топ на бяло поле f1 · бял цар на черно поле g1 | черен топ на бяло поле c8 · черен цар на бяло поле g8 · черна пешка на черно поле a7 · черен офицер на бяло поле b7 · черна дама на черно поле e7 · черна пешка на бяло поле h7 · черна пешка на черно поле b6 · черна пешка на бяло поле e6 · бяла пешка на бяло поле g6 · бяла пешка на черно поле d4 · черна пешка на бяло поле e4 · бяла пешка на бяло поле b3 · бял топ на черно поле e3 · бяла пешка на бяло поле a2 · бял офицер на черно поле b2 · черен топ на бяло поле c2 · бяла дама на черно поле d2 · бяла пешка на бяло поле g2 · бяла пешка на черно поле h2 · бял топ на бяло поле f1 · бял цар на черно поле g1 | черен топ на бяло поле c8 · черен цар на бяло поле g8 · черна пешка на черно поле a7 · черен офицер на бяло поле b7 · черна дама на черно поле e7 · черна пешка на бяло поле h7 · черна пешка на черно поле b6 · черна пешка на бяло поле e6 · бяла пешка на бяло поле g6 · бяла пешка на черно поле d4 · черна пешка на бяло поле e4 · бяла пешка на бяло поле b3 · бял топ на черно поле e3 · бяла пешка на бяло поле a2 · бял офицер на черно поле b2 · черен топ на бяло поле c2 · бяла дама на черно поле d2 · бяла пешка на бяло поле g2 · бяла пешка на черно поле h2 · бял топ на бяло поле f1 · бял цар на черно поле g1 | черен топ на бяло поле c8 · черен цар на бяло поле g8 · черна пешка на черно поле a7 · черен офицер на бяло поле b7 · черна дама на черно поле e7 · черна пешка на бяло поле h7 · черна пешка на черно поле b6 · черна пешка на бяло поле e6 · бяла пешка на бяло поле g6 · бяла пешка на черно поле d4 · черна пешка на бяло поле e4 · бяла пешка на бяло поле b3 · бял топ на черно поле e3 · бяла пешка на бяло поле a2 · бял офицер на черно поле b2 · черен топ на бяло поле c2 · бяла дама на черно поле d2 · бяла пешка на бяло поле g2 · бяла пешка на черно поле h2 · бял топ на бяло поле f1 · бял цар на черно поле g1 | черен топ на бяло поле c8 · черен цар на бяло поле g8 · черна пешка на черно поле a7 · черен офицер на бяло поле b7 · черна дама на черно поле e7 · черна пешка на бяло поле h7 · черна пешка на черно поле b6 · черна пешка на бяло поле e6 · бяла пешка на бяло поле g6 · бяла пешка на черно поле d4 · черна пешка на бяло поле e4 · бяла пешка на бяло поле b3 · бял топ на черно поле e3 · бяла пешка на бяло поле a2 · бял офицер на черно поле b2 · черен топ на бяло поле c2 · бяла дама на черно поле d2 · бяла пешка на бяло поле g2 · бяла пешка на черно поле h2 · бял топ на бяло поле f1 · бял цар на черно поле g1 | черен топ на бяло поле c8 · черен цар на бяло поле g8 · черна пешка на черно поле a7 · черен офицер на бяло поле b7 · черна дама на черно поле e7 · черна пешка на бяло поле h7 · черна пешка на черно поле b6 · черна пешка на бяло поле e6 · бяла пешка на бяло поле g6 · бяла пешка на черно поле d4 · черна пешка на бяло поле e4 · бяла пешка на бяло поле b3 · бял топ на черно поле e3 · бяла пешка на бяло поле a2 · бял офицер на черно поле b2 · черен топ на бяло поле c2 · бяла дама на черно поле d2 · бяла пешка на бяло поле g2 · бяла пешка на черно поле h2 · бял топ на бяло поле f1 · бял цар на черно поле g1 | черен топ на бяло поле c8 · черен цар на бяло поле g8 · черна пешка на черно поле a7 · черен офицер на бяло поле b7 · черна дама на черно поле e7 · черна пешка на бяло поле h7 · черна пешка на черно поле b6 · черна пешка на бяло поле e6 · бяла пешка на бяло поле g6 · бяла пешка на черно поле d4 · черна пешка на бяло поле e4 · бяла пешка на бяло поле b3 · бял топ на черно поле e3 · бяла пешка на бяло поле a2 · бял офицер на черно поле b2 · черен топ на бяло поле c2 · бяла дама на черно поле d2 · бяла пешка на бяло поле g2 · бяла пешка на черно поле h2 · бял топ на бяло поле f1 · бял цар на черно поле g1 | 4 |
| 3 | черен топ на бяло поле c8 · черен цар на бяло поле g8 · черна пешка на черно поле a7 · черен офицер на бяло поле b7 · черна дама на черно поле e7 · черна пешка на бяло поле h7 · черна пешка на черно поле b6 · черна пешка на бяло поле e6 · бяла пешка на бяло поле g6 · бяла пешка на черно поле d4 · черна пешка на бяло поле e4 · бяла пешка на бяло поле b3 · бял топ на черно поле e3 · бяла пешка на бяло поле a2 · бял офицер на черно поле b2 · черен топ на бяло поле c2 · бяла дама на черно поле d2 · бяла пешка на бяло поле g2 · бяла пешка на черно поле h2 · бял топ на бяло поле f1 · бял цар на черно поле g1 | черен топ на бяло поле c8 · черен цар на бяло поле g8 · черна пешка на черно поле a7 · черен офицер на бяло поле b7 · черна дама на черно поле e7 · черна пешка на бяло поле h7 · черна пешка на черно поле b6 · черна пешка на бяло поле e6 · бяла пешка на бяло поле g6 · бяла пешка на черно поле d4 · черна пешка на бяло поле e4 · бяла пешка на бяло поле b3 · бял топ на черно поле e3 · бяла пешка на бяло поле a2 · бял офицер на черно поле b2 · черен топ на бяло поле c2 · бяла дама на черно поле d2 · бяла пешка на бяло поле g2 · бяла пешка на черно поле h2 · бял топ на бяло поле f1 · бял цар на черно поле g1 | черен топ на бяло поле c8 · черен цар на бяло поле g8 · черна пешка на черно поле a7 · черен офицер на бяло поле b7 · черна дама на черно поле e7 · черна пешка на бяло поле h7 · черна пешка на черно поле b6 · черна пешка на бяло поле e6 · бяла пешка на бяло поле g6 · бяла пешка на черно поле d4 · черна пешка на бяло поле e4 · бяла пешка на бяло поле b3 · бял топ на черно поле e3 · бяла пешка на бяло поле a2 · бял офицер на черно поле b2 · черен топ на бяло поле c2 · бяла дама на черно поле d2 · бяла пешка на бяло поле g2 · бяла пешка на черно поле h2 · бял топ на бяло поле f1 · бял цар на черно поле g1 | черен топ на бяло поле c8 · черен цар на бяло поле g8 · черна пешка на черно поле a7 · черен офицер на бяло поле b7 · черна дама на черно поле e7 · черна пешка на бяло поле h7 · черна пешка на черно поле b6 · черна пешка на бяло поле e6 · бяла пешка на бяло поле g6 · бяла пешка на черно поле d4 · черна пешка на бяло поле e4 · бяла пешка на бяло поле b3 · бял топ на черно поле e3 · бяла пешка на бяло поле a2 · бял офицер на черно поле b2 · черен топ на бяло поле c2 · бяла дама на черно поле d2 · бяла пешка на бяло поле g2 · бяла пешка на черно поле h2 · бял топ на бяло поле f1 · бял цар на черно поле g1 | черен топ на бяло поле c8 · черен цар на бяло поле g8 · черна пешка на черно поле a7 · черен офицер на бяло поле b7 · черна дама на черно поле e7 · черна пешка на бяло поле h7 · черна пешка на черно поле b6 · черна пешка на бяло поле e6 · бяла пешка на бяло поле g6 · бяла пешка на черно поле d4 · черна пешка на бяло поле e4 · бяла пешка на бяло поле b3 · бял топ на черно поле e3 · бяла пешка на бяло поле a2 · бял офицер на черно поле b2 · черен топ на бяло поле c2 · бяла дама на черно поле d2 · бяла пешка на бяло поле g2 · бяла пешка на черно поле h2 · бял топ на бяло поле f1 · бял цар на черно поле g1 | черен топ на бяло поле c8 · черен цар на бяло поле g8 · черна пешка на черно поле a7 · черен офицер на бяло поле b7 · черна дама на черно поле e7 · черна пешка на бяло поле h7 · черна пешка на черно поле b6 · черна пешка на бяло поле e6 · бяла пешка на бяло поле g6 · бяла пешка на черно поле d4 · черна пешка на бяло поле e4 · бяла пешка на бяло поле b3 · бял топ на черно поле e3 · бяла пешка на бяло поле a2 · бял офицер на черно поле b2 · черен топ на бяло поле c2 · бяла дама на черно поле d2 · бяла пешка на бяло поле g2 · бяла пешка на черно поле h2 · бял топ на бяло поле f1 · бял цар на черно поле g1 | черен топ на бяло поле c8 · черен цар на бяло поле g8 · черна пешка на черно поле a7 · черен офицер на бяло поле b7 · черна дама на черно поле e7 · черна пешка на бяло поле h7 · черна пешка на черно поле b6 · черна пешка на бяло поле e6 · бяла пешка на бяло поле g6 · бяла пешка на черно поле d4 · черна пешка на бяло поле e4 · бяла пешка на бяло поле b3 · бял топ на черно поле e3 · бяла пешка на бяло поле a2 · бял офицер на черно поле b2 · черен топ на бяло поле c2 · бяла дама на черно поле d2 · бяла пешка на бяло поле g2 · бяла пешка на черно поле h2 · бял топ на бяло поле f1 · бял цар на черно поле g1 | черен топ на бяло поле c8 · черен цар на бяло поле g8 · черна пешка на черно поле a7 · черен офицер на бяло поле b7 · черна дама на черно поле e7 · черна пешка на бяло поле h7 · черна пешка на черно поле b6 · черна пешка на бяло поле e6 · бяла пешка на бяло поле g6 · бяла пешка на черно поле d4 · черна пешка на бяло поле e4 · бяла пешка на бяло поле b3 · бял топ на черно поле e3 · бяла пешка на бяло поле a2 · бял офицер на черно поле b2 · черен топ на бяло поле c2 · бяла дама на черно поле d2 · бяла пешка на бяло поле g2 · бяла пешка на черно поле h2 · бял топ на бяло поле f1 · бял цар на черно поле g1 | 3 |
| 2 | черен топ на бяло поле c8 · черен цар на бяло поле g8 · черна пешка на черно поле a7 · черен офицер на бяло поле b7 · черна дама на черно поле e7 · черна пешка на бяло поле h7 · черна пешка на черно поле b6 · черна пешка на бяло поле e6 · бяла пешка на бяло поле g6 · бяла пешка на черно поле d4 · черна пешка на бяло поле e4 · бяла пешка на бяло поле b3 · бял топ на черно поле e3 · бяла пешка на бяло поле a2 · бял офицер на черно поле b2 · черен топ на бяло поле c2 · бяла дама на черно поле d2 · бяла пешка на бяло поле g2 · бяла пешка на черно поле h2 · бял топ на бяло поле f1 · бял цар на черно поле g1 | черен топ на бяло поле c8 · черен цар на бяло поле g8 · черна пешка на черно поле a7 · черен офицер на бяло поле b7 · черна дама на черно поле e7 · черна пешка на бяло поле h7 · черна пешка на черно поле b6 · черна пешка на бяло поле e6 · бяла пешка на бяло поле g6 · бяла пешка на черно поле d4 · черна пешка на бяло поле e4 · бяла пешка на бяло поле b3 · бял топ на черно поле e3 · бяла пешка на бяло поле a2 · бял офицер на черно поле b2 · черен топ на бяло поле c2 · бяла дама на черно поле d2 · бяла пешка на бяло поле g2 · бяла пешка на черно поле h2 · бял топ на бяло поле f1 · бял цар на черно поле g1 | черен топ на бяло поле c8 · черен цар на бяло поле g8 · черна пешка на черно поле a7 · черен офицер на бяло поле b7 · черна дама на черно поле e7 · черна пешка на бяло поле h7 · черна пешка на черно поле b6 · черна пешка на бяло поле e6 · бяла пешка на бяло поле g6 · бяла пешка на черно поле d4 · черна пешка на бяло поле e4 · бяла пешка на бяло поле b3 · бял топ на черно поле e3 · бяла пешка на бяло поле a2 · бял офицер на черно поле b2 · черен топ на бяло поле c2 · бяла дама на черно поле d2 · бяла пешка на бяло поле g2 · бяла пешка на черно поле h2 · бял топ на бяло поле f1 · бял цар на черно поле g1 | черен топ на бяло поле c8 · черен цар на бяло поле g8 · черна пешка на черно поле a7 · черен офицер на бяло поле b7 · черна дама на черно поле e7 · черна пешка на бяло поле h7 · черна пешка на черно поле b6 · черна пешка на бяло поле e6 · бяла пешка на бяло поле g6 · бяла пешка на черно поле d4 · черна пешка на бяло поле e4 · бяла пешка на бяло поле b3 · бял топ на черно поле e3 · бяла пешка на бяло поле a2 · бял офицер на черно поле b2 · черен топ на бяло поле c2 · бяла дама на черно поле d2 · бяла пешка на бяло поле g2 · бяла пешка на черно поле h2 · бял топ на бяло поле f1 · бял цар на черно поле g1 | черен топ на бяло поле c8 · черен цар на бяло поле g8 · черна пешка на черно поле a7 · черен офицер на бяло поле b7 · черна дама на черно поле e7 · черна пешка на бяло поле h7 · черна пешка на черно поле b6 · черна пешка на бяло поле e6 · бяла пешка на бяло поле g6 · бяла пешка на черно поле d4 · черна пешка на бяло поле e4 · бяла пешка на бяло поле b3 · бял топ на черно поле e3 · бяла пешка на бяло поле a2 · бял офицер на черно поле b2 · черен топ на бяло поле c2 · бяла дама на черно поле d2 · бяла пешка на бяло поле g2 · бяла пешка на черно поле h2 · бял топ на бяло поле f1 · бял цар на черно поле g1 | черен топ на бяло поле c8 · черен цар на бяло поле g8 · черна пешка на черно поле a7 · черен офицер на бяло поле b7 · черна дама на черно поле e7 · черна пешка на бяло поле h7 · черна пешка на черно поле b6 · черна пешка на бяло поле e6 · бяла пешка на бяло поле g6 · бяла пешка на черно поле d4 · черна пешка на бяло поле e4 · бяла пешка на бяло поле b3 · бял топ на черно поле e3 · бяла пешка на бяло поле a2 · бял офицер на черно поле b2 · черен топ на бяло поле c2 · бяла дама на черно поле d2 · бяла пешка на бяло поле g2 · бяла пешка на черно поле h2 · бял топ на бяло поле f1 · бял цар на черно поле g1 | черен топ на бяло поле c8 · черен цар на бяло поле g8 · черна пешка на черно поле a7 · черен офицер на бяло поле b7 · черна дама на черно поле e7 · черна пешка на бяло поле h7 · черна пешка на черно поле b6 · черна пешка на бяло поле e6 · бяла пешка на бяло поле g6 · бяла пешка на черно поле d4 · черна пешка на бяло поле e4 · бяла пешка на бяло поле b3 · бял топ на черно поле e3 · бяла пешка на бяло поле a2 · бял офицер на черно поле b2 · черен топ на бяло поле c2 · бяла дама на черно поле d2 · бяла пешка на бяло поле g2 · бяла пешка на черно поле h2 · бял топ на бяло поле f1 · бял цар на черно поле g1 | черен топ на бяло поле c8 · черен цар на бяло поле g8 · черна пешка на черно поле a7 · черен офицер на бяло поле b7 · черна дама на черно поле e7 · черна пешка на бяло поле h7 · черна пешка на черно поле b6 · черна пешка на бяло поле e6 · бяла пешка на бяло поле g6 · бяла пешка на черно поле d4 · черна пешка на бяло поле e4 · бяла пешка на бяло поле b3 · бял топ на черно поле e3 · бяла пешка на бяло поле a2 · бял офицер на черно поле b2 · черен топ на бяло поле c2 · бяла дама на черно поле d2 · бяла пешка на бяло поле g2 · бяла пешка на черно поле h2 · бял топ на бяло поле f1 · бял цар на черно поле g1 | 2 |
| 1 | черен топ на бяло поле c8 · черен цар на бяло поле g8 · черна пешка на черно поле a7 · черен офицер на бяло поле b7 · черна дама на черно поле e7 · черна пешка на бяло поле h7 · черна пешка на черно поле b6 · черна пешка на бяло поле e6 · бяла пешка на бяло поле g6 · бяла пешка на черно поле d4 · черна пешка на бяло поле e4 · бяла пешка на бяло поле b3 · бял топ на черно поле e3 · бяла пешка на бяло поле a2 · бял офицер на черно поле b2 · черен топ на бяло поле c2 · бяла дама на черно поле d2 · бяла пешка на бяло поле g2 · бяла пешка на черно поле h2 · бял топ на бяло поле f1 · бял цар на черно поле g1 | черен топ на бяло поле c8 · черен цар на бяло поле g8 · черна пешка на черно поле a7 · черен офицер на бяло поле b7 · черна дама на черно поле e7 · черна пешка на бяло поле h7 · черна пешка на черно поле b6 · черна пешка на бяло поле e6 · бяла пешка на бяло поле g6 · бяла пешка на черно поле d4 · черна пешка на бяло поле e4 · бяла пешка на бяло поле b3 · бял топ на черно поле e3 · бяла пешка на бяло поле a2 · бял офицер на черно поле b2 · черен топ на бяло поле c2 · бяла дама на черно поле d2 · бяла пешка на бяло поле g2 · бяла пешка на черно поле h2 · бял топ на бяло поле f1 · бял цар на черно поле g1 | черен топ на бяло поле c8 · черен цар на бяло поле g8 · черна пешка на черно поле a7 · черен офицер на бяло поле b7 · черна дама на черно поле e7 · черна пешка на бяло поле h7 · черна пешка на черно поле b6 · черна пешка на бяло поле e6 · бяла пешка на бяло поле g6 · бяла пешка на черно поле d4 · черна пешка на бяло поле e4 · бяла пешка на бяло поле b3 · бял топ на черно поле e3 · бяла пешка на бяло поле a2 · бял офицер на черно поле b2 · черен топ на бяло поле c2 · бяла дама на черно поле d2 · бяла пешка на бяло поле g2 · бяла пешка на черно поле h2 · бял топ на бяло поле f1 · бял цар на черно поле g1 | черен топ на бяло поле c8 · черен цар на бяло поле g8 · черна пешка на черно поле a7 · черен офицер на бяло поле b7 · черна дама на черно поле e7 · черна пешка на бяло поле h7 · черна пешка на черно поле b6 · черна пешка на бяло поле e6 · бяла пешка на бяло поле g6 · бяла пешка на черно поле d4 · черна пешка на бяло поле e4 · бяла пешка на бяло поле b3 · бял топ на черно поле e3 · бяла пешка на бяло поле a2 · бял офицер на черно поле b2 · черен топ на бяло поле c2 · бяла дама на черно поле d2 · бяла пешка на бяло поле g2 · бяла пешка на черно поле h2 · бял топ на бяло поле f1 · бял цар на черно поле g1 | черен топ на бяло поле c8 · черен цар на бяло поле g8 · черна пешка на черно поле a7 · черен офицер на бяло поле b7 · черна дама на черно поле e7 · черна пешка на бяло поле h7 · черна пешка на черно поле b6 · черна пешка на бяло поле e6 · бяла пешка на бяло поле g6 · бяла пешка на черно поле d4 · черна пешка на бяло поле e4 · бяла пешка на бяло поле b3 · бял топ на черно поле e3 · бяла пешка на бяло поле a2 · бял офицер на черно поле b2 · черен топ на бяло поле c2 · бяла дама на черно поле d2 · бяла пешка на бяло поле g2 · бяла пешка на черно поле h2 · бял топ на бяло поле f1 · бял цар на черно поле g1 | черен топ на бяло поле c8 · черен цар на бяло поле g8 · черна пешка на черно поле a7 · черен офицер на бяло поле b7 · черна дама на черно поле e7 · черна пешка на бяло поле h7 · черна пешка на черно поле b6 · черна пешка на бяло поле e6 · бяла пешка на бяло поле g6 · бяла пешка на черно поле d4 · черна пешка на бяло поле e4 · бяла пешка на бяло поле b3 · бял топ на черно поле e3 · бяла пешка на бяло поле a2 · бял офицер на черно поле b2 · черен топ на бяло поле c2 · бяла дама на черно поле d2 · бяла пешка на бяло поле g2 · бяла пешка на черно поле h2 · бял топ на бяло поле f1 · бял цар на черно поле g1 | черен топ на бяло поле c8 · черен цар на бяло поле g8 · черна пешка на черно поле a7 · черен офицер на бяло поле b7 · черна дама на черно поле e7 · черна пешка на бяло поле h7 · черна пешка на черно поле b6 · черна пешка на бяло поле e6 · бяла пешка на бяло поле g6 · бяла пешка на черно поле d4 · черна пешка на бяло поле e4 · бяла пешка на бяло поле b3 · бял топ на черно поле e3 · бяла пешка на бяло поле a2 · бял офицер на черно поле b2 · черен топ на бяло поле c2 · бяла дама на черно поле d2 · бяла пешка на бяло поле g2 · бяла пешка на черно поле h2 · бял топ на бяло поле f1 · бял цар на черно поле g1 | черен топ на бяло поле c8 · черен цар на бяло поле g8 · черна пешка на черно поле a7 · черен офицер на бяло поле b7 · черна дама на черно поле e7 · черна пешка на бяло поле h7 · черна пешка на черно поле b6 · черна пешка на бяло поле e6 · бяла пешка на бяло поле g6 · бяла пешка на черно поле d4 · черна пешка на бяло поле e4 · бяла пешка на бяло поле b3 · бял топ на черно поле e3 · бяла пешка на бяло поле a2 · бял офицер на черно поле b2 · черен топ на бяло поле c2 · бяла дама на черно поле d2 · бяла пешка на бяло поле g2 · бяла пешка на черно поле h2 · бял топ на бяло поле f1 · бял цар на черно поле g1 | 1 |
|   | a | b | c | d | e | f | g | h |   |

26. g6:h7+ Цg8–h8. 
Ако 26. … Дe7:h7, ще последва 27. Тe3–g3+ Цg8–h8 
28. d4–d5+; или ако 26. … Цg8:h7, тогава 27. Тe3–h3+ Цh7–g8 28. Дd2–h6.

27. d4–d5+! e6–e5 28. Дd2–b4!!

Истинският смисъл на комбинацията при жертва на дамата, е да отвлече черната дама от защитата на пешката e5. След 28.… Дe7:b4 черните са матирани в седем хода: 29. Оb2:e5+ Цh8:h7 30. Тe3–h3+ Цh7–g6 31. Th3–g3+ Цg6–h6 (ако 31. … Цg6–h7 или 31. … Цg6–h5, следва мат в три хода.) 32. Тf1–f6+ Цh6– h5 (32. … Цh6–h7 33. Тf6–f7+ Цh7–h6 34. Оe5–f4+ Цh6–h5 35. Тf7–h7#) 33. Тf6–f5+ Цh5–h6 34. Оe5–f4+ Цh6–h7 35. Тf5–h5 мат. Черните нямат повече ходове: ако 28... Тc2–c5, тогава 29. Дb4:e4 Тc5:d5 (най-добър) 30. Оb2:e5+ Тd5:e5 
31. Дe4:e5+ Дe7:e5 32. Тe3:e5 и т.н.; Ако 28. … Тc8–e8, тогава 29. d5–d6 Дe7–e6 30. d6–d7 и т.н. (Цукерторт)

|   | a | b | c | d | e | f | g | h |   |
| 8 | черен цар на бяло поле g8 · черна пешка на черно поле a7 · черен офицер на бяло поле b7 · бяла дама на черно поле e7 · бял офицер на черно поле g7 · черна пешка на черно поле b6 · черен топ на черно поле c5 · бяла пешка на бяло поле d5 · бяла пешка на бяло поле b3 · бял топ на черно поле e3 · бяла пешка на бяло поле a2 · черен топ на бяло поле c2 · бяла пешка на бяло поле g2 · бяла пешка на черно поле h2 · бял цар на черно поле g1 | черен цар на бяло поле g8 · черна пешка на черно поле a7 · черен офицер на бяло поле b7 · бяла дама на черно поле e7 · бял офицер на черно поле g7 · черна пешка на черно поле b6 · черен топ на черно поле c5 · бяла пешка на бяло поле d5 · бяла пешка на бяло поле b3 · бял топ на черно поле e3 · бяла пешка на бяло поле a2 · черен топ на бяло поле c2 · бяла пешка на бяло поле g2 · бяла пешка на черно поле h2 · бял цар на черно поле g1 | черен цар на бяло поле g8 · черна пешка на черно поле a7 · черен офицер на бяло поле b7 · бяла дама на черно поле e7 · бял офицер на черно поле g7 · черна пешка на черно поле b6 · черен топ на черно поле c5 · бяла пешка на бяло поле d5 · бяла пешка на бяло поле b3 · бял топ на черно поле e3 · бяла пешка на бяло поле a2 · черен топ на бяло поле c2 · бяла пешка на бяло поле g2 · бяла пешка на черно поле h2 · бял цар на черно поле g1 | черен цар на бяло поле g8 · черна пешка на черно поле a7 · черен офицер на бяло поле b7 · бяла дама на черно поле e7 · бял офицер на черно поле g7 · черна пешка на черно поле b6 · черен топ на черно поле c5 · бяла пешка на бяло поле d5 · бяла пешка на бяло поле b3 · бял топ на черно поле e3 · бяла пешка на бяло поле a2 · черен топ на бяло поле c2 · бяла пешка на бяло поле g2 · бяла пешка на черно поле h2 · бял цар на черно поле g1 | черен цар на бяло поле g8 · черна пешка на черно поле a7 · черен офицер на бяло поле b7 · бяла дама на черно поле e7 · бял офицер на черно поле g7 · черна пешка на черно поле b6 · черен топ на черно поле c5 · бяла пешка на бяло поле d5 · бяла пешка на бяло поле b3 · бял топ на черно поле e3 · бяла пешка на бяло поле a2 · черен топ на бяло поле c2 · бяла пешка на бяло поле g2 · бяла пешка на черно поле h2 · бял цар на черно поле g1 | черен цар на бяло поле g8 · черна пешка на черно поле a7 · черен офицер на бяло поле b7 · бяла дама на черно поле e7 · бял офицер на черно поле g7 · черна пешка на черно поле b6 · черен топ на черно поле c5 · бяла пешка на бяло поле d5 · бяла пешка на бяло поле b3 · бял топ на черно поле e3 · бяла пешка на бяло поле a2 · черен топ на бяло поле c2 · бяла пешка на бяло поле g2 · бяла пешка на черно поле h2 · бял цар на черно поле g1 | черен цар на бяло поле g8 · черна пешка на черно поле a7 · черен офицер на бяло поле b7 · бяла дама на черно поле e7 · бял офицер на черно поле g7 · черна пешка на черно поле b6 · черен топ на черно поле c5 · бяла пешка на бяло поле d5 · бяла пешка на бяло поле b3 · бял топ на черно поле e3 · бяла пешка на бяло поле a2 · черен топ на бяло поле c2 · бяла пешка на бяло поле g2 · бяла пешка на черно поле h2 · бял цар на черно поле g1 | черен цар на бяло поле g8 · черна пешка на черно поле a7 · черен офицер на бяло поле b7 · бяла дама на черно поле e7 · бял офицер на черно поле g7 · черна пешка на черно поле b6 · черен топ на черно поле c5 · бяла пешка на бяло поле d5 · бяла пешка на бяло поле b3 · бял топ на черно поле e3 · бяла пешка на бяло поле a2 · черен топ на бяло поле c2 · бяла пешка на бяло поле g2 · бяла пешка на черно поле h2 · бял цар на черно поле g1 | 8 |
| 7 | черен цар на бяло поле g8 · черна пешка на черно поле a7 · черен офицер на бяло поле b7 · бяла дама на черно поле e7 · бял офицер на черно поле g7 · черна пешка на черно поле b6 · черен топ на черно поле c5 · бяла пешка на бяло поле d5 · бяла пешка на бяло поле b3 · бял топ на черно поле e3 · бяла пешка на бяло поле a2 · черен топ на бяло поле c2 · бяла пешка на бяло поле g2 · бяла пешка на черно поле h2 · бял цар на черно поле g1 | черен цар на бяло поле g8 · черна пешка на черно поле a7 · черен офицер на бяло поле b7 · бяла дама на черно поле e7 · бял офицер на черно поле g7 · черна пешка на черно поле b6 · черен топ на черно поле c5 · бяла пешка на бяло поле d5 · бяла пешка на бяло поле b3 · бял топ на черно поле e3 · бяла пешка на бяло поле a2 · черен топ на бяло поле c2 · бяла пешка на бяло поле g2 · бяла пешка на черно поле h2 · бял цар на черно поле g1 | черен цар на бяло поле g8 · черна пешка на черно поле a7 · черен офицер на бяло поле b7 · бяла дама на черно поле e7 · бял офицер на черно поле g7 · черна пешка на черно поле b6 · черен топ на черно поле c5 · бяла пешка на бяло поле d5 · бяла пешка на бяло поле b3 · бял топ на черно поле e3 · бяла пешка на бяло поле a2 · черен топ на бяло поле c2 · бяла пешка на бяло поле g2 · бяла пешка на черно поле h2 · бял цар на черно поле g1 | черен цар на бяло поле g8 · черна пешка на черно поле a7 · черен офицер на бяло поле b7 · бяла дама на черно поле e7 · бял офицер на черно поле g7 · черна пешка на черно поле b6 · черен топ на черно поле c5 · бяла пешка на бяло поле d5 · бяла пешка на бяло поле b3 · бял топ на черно поле e3 · бяла пешка на бяло поле a2 · черен топ на бяло поле c2 · бяла пешка на бяло поле g2 · бяла пешка на черно поле h2 · бял цар на черно поле g1 | черен цар на бяло поле g8 · черна пешка на черно поле a7 · черен офицер на бяло поле b7 · бяла дама на черно поле e7 · бял офицер на черно поле g7 · черна пешка на черно поле b6 · черен топ на черно поле c5 · бяла пешка на бяло поле d5 · бяла пешка на бяло поле b3 · бял топ на черно поле e3 · бяла пешка на бяло поле a2 · черен топ на бяло поле c2 · бяла пешка на бяло поле g2 · бяла пешка на черно поле h2 · бял цар на черно поле g1 | черен цар на бяло поле g8 · черна пешка на черно поле a7 · черен офицер на бяло поле b7 · бяла дама на черно поле e7 · бял офицер на черно поле g7 · черна пешка на черно поле b6 · черен топ на черно поле c5 · бяла пешка на бяло поле d5 · бяла пешка на бяло поле b3 · бял топ на черно поле e3 · бяла пешка на бяло поле a2 · черен топ на бяло поле c2 · бяла пешка на бяло поле g2 · бяла пешка на черно поле h2 · бял цар на черно поле g1 | черен цар на бяло поле g8 · черна пешка на черно поле a7 · черен офицер на бяло поле b7 · бяла дама на черно поле e7 · бял офицер на черно поле g7 · черна пешка на черно поле b6 · черен топ на черно поле c5 · бяла пешка на бяло поле d5 · бяла пешка на бяло поле b3 · бял топ на черно поле e3 · бяла пешка на бяло поле a2 · черен топ на бяло поле c2 · бяла пешка на бяло поле g2 · бяла пешка на черно поле h2 · бял цар на черно поле g1 | черен цар на бяло поле g8 · черна пешка на черно поле a7 · черен офицер на бяло поле b7 · бяла дама на черно поле e7 · бял офицер на черно поле g7 · черна пешка на черно поле b6 · черен топ на черно поле c5 · бяла пешка на бяло поле d5 · бяла пешка на бяло поле b3 · бял топ на черно поле e3 · бяла пешка на бяло поле a2 · черен топ на бяло поле c2 · бяла пешка на бяло поле g2 · бяла пешка на черно поле h2 · бял цар на черно поле g1 | 7 |
| 6 | черен цар на бяло поле g8 · черна пешка на черно поле a7 · черен офицер на бяло поле b7 · бяла дама на черно поле e7 · бял офицер на черно поле g7 · черна пешка на черно поле b6 · черен топ на черно поле c5 · бяла пешка на бяло поле d5 · бяла пешка на бяло поле b3 · бял топ на черно поле e3 · бяла пешка на бяло поле a2 · черен топ на бяло поле c2 · бяла пешка на бяло поле g2 · бяла пешка на черно поле h2 · бял цар на черно поле g1 | черен цар на бяло поле g8 · черна пешка на черно поле a7 · черен офицер на бяло поле b7 · бяла дама на черно поле e7 · бял офицер на черно поле g7 · черна пешка на черно поле b6 · черен топ на черно поле c5 · бяла пешка на бяло поле d5 · бяла пешка на бяло поле b3 · бял топ на черно поле e3 · бяла пешка на бяло поле a2 · черен топ на бяло поле c2 · бяла пешка на бяло поле g2 · бяла пешка на черно поле h2 · бял цар на черно поле g1 | черен цар на бяло поле g8 · черна пешка на черно поле a7 · черен офицер на бяло поле b7 · бяла дама на черно поле e7 · бял офицер на черно поле g7 · черна пешка на черно поле b6 · черен топ на черно поле c5 · бяла пешка на бяло поле d5 · бяла пешка на бяло поле b3 · бял топ на черно поле e3 · бяла пешка на бяло поле a2 · черен топ на бяло поле c2 · бяла пешка на бяло поле g2 · бяла пешка на черно поле h2 · бял цар на черно поле g1 | черен цар на бяло поле g8 · черна пешка на черно поле a7 · черен офицер на бяло поле b7 · бяла дама на черно поле e7 · бял офицер на черно поле g7 · черна пешка на черно поле b6 · черен топ на черно поле c5 · бяла пешка на бяло поле d5 · бяла пешка на бяло поле b3 · бял топ на черно поле e3 · бяла пешка на бяло поле a2 · черен топ на бяло поле c2 · бяла пешка на бяло поле g2 · бяла пешка на черно поле h2 · бял цар на черно поле g1 | черен цар на бяло поле g8 · черна пешка на черно поле a7 · черен офицер на бяло поле b7 · бяла дама на черно поле e7 · бял офицер на черно поле g7 · черна пешка на черно поле b6 · черен топ на черно поле c5 · бяла пешка на бяло поле d5 · бяла пешка на бяло поле b3 · бял топ на черно поле e3 · бяла пешка на бяло поле a2 · черен топ на бяло поле c2 · бяла пешка на бяло поле g2 · бяла пешка на черно поле h2 · бял цар на черно поле g1 | черен цар на бяло поле g8 · черна пешка на черно поле a7 · черен офицер на бяло поле b7 · бяла дама на черно поле e7 · бял офицер на черно поле g7 · черна пешка на черно поле b6 · черен топ на черно поле c5 · бяла пешка на бяло поле d5 · бяла пешка на бяло поле b3 · бял топ на черно поле e3 · бяла пешка на бяло поле a2 · черен топ на бяло поле c2 · бяла пешка на бяло поле g2 · бяла пешка на черно поле h2 · бял цар на черно поле g1 | черен цар на бяло поле g8 · черна пешка на черно поле a7 · черен офицер на бяло поле b7 · бяла дама на черно поле e7 · бял офицер на черно поле g7 · черна пешка на черно поле b6 · черен топ на черно поле c5 · бяла пешка на бяло поле d5 · бяла пешка на бяло поле b3 · бял топ на черно поле e3 · бяла пешка на бяло поле a2 · черен топ на бяло поле c2 · бяла пешка на бяло поле g2 · бяла пешка на черно поле h2 · бял цар на черно поле g1 | черен цар на бяло поле g8 · черна пешка на черно поле a7 · черен офицер на бяло поле b7 · бяла дама на черно поле e7 · бял офицер на черно поле g7 · черна пешка на черно поле b6 · черен топ на черно поле c5 · бяла пешка на бяло поле d5 · бяла пешка на бяло поле b3 · бял топ на черно поле e3 · бяла пешка на бяло поле a2 · черен топ на бяло поле c2 · бяла пешка на бяло поле g2 · бяла пешка на черно поле h2 · бял цар на черно поле g1 | 6 |
| 5 | черен цар на бяло поле g8 · черна пешка на черно поле a7 · черен офицер на бяло поле b7 · бяла дама на черно поле e7 · бял офицер на черно поле g7 · черна пешка на черно поле b6 · черен топ на черно поле c5 · бяла пешка на бяло поле d5 · бяла пешка на бяло поле b3 · бял топ на черно поле e3 · бяла пешка на бяло поле a2 · черен топ на бяло поле c2 · бяла пешка на бяло поле g2 · бяла пешка на черно поле h2 · бял цар на черно поле g1 | черен цар на бяло поле g8 · черна пешка на черно поле a7 · черен офицер на бяло поле b7 · бяла дама на черно поле e7 · бял офицер на черно поле g7 · черна пешка на черно поле b6 · черен топ на черно поле c5 · бяла пешка на бяло поле d5 · бяла пешка на бяло поле b3 · бял топ на черно поле e3 · бяла пешка на бяло поле a2 · черен топ на бяло поле c2 · бяла пешка на бяло поле g2 · бяла пешка на черно поле h2 · бял цар на черно поле g1 | черен цар на бяло поле g8 · черна пешка на черно поле a7 · черен офицер на бяло поле b7 · бяла дама на черно поле e7 · бял офицер на черно поле g7 · черна пешка на черно поле b6 · черен топ на черно поле c5 · бяла пешка на бяло поле d5 · бяла пешка на бяло поле b3 · бял топ на черно поле e3 · бяла пешка на бяло поле a2 · черен топ на бяло поле c2 · бяла пешка на бяло поле g2 · бяла пешка на черно поле h2 · бял цар на черно поле g1 | черен цар на бяло поле g8 · черна пешка на черно поле a7 · черен офицер на бяло поле b7 · бяла дама на черно поле e7 · бял офицер на черно поле g7 · черна пешка на черно поле b6 · черен топ на черно поле c5 · бяла пешка на бяло поле d5 · бяла пешка на бяло поле b3 · бял топ на черно поле e3 · бяла пешка на бяло поле a2 · черен топ на бяло поле c2 · бяла пешка на бяло поле g2 · бяла пешка на черно поле h2 · бял цар на черно поле g1 | черен цар на бяло поле g8 · черна пешка на черно поле a7 · черен офицер на бяло поле b7 · бяла дама на черно поле e7 · бял офицер на черно поле g7 · черна пешка на черно поле b6 · черен топ на черно поле c5 · бяла пешка на бяло поле d5 · бяла пешка на бяло поле b3 · бял топ на черно поле e3 · бяла пешка на бяло поле a2 · черен топ на бяло поле c2 · бяла пешка на бяло поле g2 · бяла пешка на черно поле h2 · бял цар на черно поле g1 | черен цар на бяло поле g8 · черна пешка на черно поле a7 · черен офицер на бяло поле b7 · бяла дама на черно поле e7 · бял офицер на черно поле g7 · черна пешка на черно поле b6 · черен топ на черно поле c5 · бяла пешка на бяло поле d5 · бяла пешка на бяло поле b3 · бял топ на черно поле e3 · бяла пешка на бяло поле a2 · черен топ на бяло поле c2 · бяла пешка на бяло поле g2 · бяла пешка на черно поле h2 · бял цар на черно поле g1 | черен цар на бяло поле g8 · черна пешка на черно поле a7 · черен офицер на бяло поле b7 · бяла дама на черно поле e7 · бял офицер на черно поле g7 · черна пешка на черно поле b6 · черен топ на черно поле c5 · бяла пешка на бяло поле d5 · бяла пешка на бяло поле b3 · бял топ на черно поле e3 · бяла пешка на бяло поле a2 · черен топ на бяло поле c2 · бяла пешка на бяло поле g2 · бяла пешка на черно поле h2 · бял цар на черно поле g1 | черен цар на бяло поле g8 · черна пешка на черно поле a7 · черен офицер на бяло поле b7 · бяла дама на черно поле e7 · бял офицер на черно поле g7 · черна пешка на черно поле b6 · черен топ на черно поле c5 · бяла пешка на бяло поле d5 · бяла пешка на бяло поле b3 · бял топ на черно поле e3 · бяла пешка на бяло поле a2 · черен топ на бяло поле c2 · бяла пешка на бяло поле g2 · бяла пешка на черно поле h2 · бял цар на черно поле g1 | 5 |
| 4 | черен цар на бяло поле g8 · черна пешка на черно поле a7 · черен офицер на бяло поле b7 · бяла дама на черно поле e7 · бял офицер на черно поле g7 · черна пешка на черно поле b6 · черен топ на черно поле c5 · бяла пешка на бяло поле d5 · бяла пешка на бяло поле b3 · бял топ на черно поле e3 · бяла пешка на бяло поле a2 · черен топ на бяло поле c2 · бяла пешка на бяло поле g2 · бяла пешка на черно поле h2 · бял цар на черно поле g1 | черен цар на бяло поле g8 · черна пешка на черно поле a7 · черен офицер на бяло поле b7 · бяла дама на черно поле e7 · бял офицер на черно поле g7 · черна пешка на черно поле b6 · черен топ на черно поле c5 · бяла пешка на бяло поле d5 · бяла пешка на бяло поле b3 · бял топ на черно поле e3 · бяла пешка на бяло поле a2 · черен топ на бяло поле c2 · бяла пешка на бяло поле g2 · бяла пешка на черно поле h2 · бял цар на черно поле g1 | черен цар на бяло поле g8 · черна пешка на черно поле a7 · черен офицер на бяло поле b7 · бяла дама на черно поле e7 · бял офицер на черно поле g7 · черна пешка на черно поле b6 · черен топ на черно поле c5 · бяла пешка на бяло поле d5 · бяла пешка на бяло поле b3 · бял топ на черно поле e3 · бяла пешка на бяло поле a2 · черен топ на бяло поле c2 · бяла пешка на бяло поле g2 · бяла пешка на черно поле h2 · бял цар на черно поле g1 | черен цар на бяло поле g8 · черна пешка на черно поле a7 · черен офицер на бяло поле b7 · бяла дама на черно поле e7 · бял офицер на черно поле g7 · черна пешка на черно поле b6 · черен топ на черно поле c5 · бяла пешка на бяло поле d5 · бяла пешка на бяло поле b3 · бял топ на черно поле e3 · бяла пешка на бяло поле a2 · черен топ на бяло поле c2 · бяла пешка на бяло поле g2 · бяла пешка на черно поле h2 · бял цар на черно поле g1 | черен цар на бяло поле g8 · черна пешка на черно поле a7 · черен офицер на бяло поле b7 · бяла дама на черно поле e7 · бял офицер на черно поле g7 · черна пешка на черно поле b6 · черен топ на черно поле c5 · бяла пешка на бяло поле d5 · бяла пешка на бяло поле b3 · бял топ на черно поле e3 · бяла пешка на бяло поле a2 · черен топ на бяло поле c2 · бяла пешка на бяло поле g2 · бяла пешка на черно поле h2 · бял цар на черно поле g1 | черен цар на бяло поле g8 · черна пешка на черно поле a7 · черен офицер на бяло поле b7 · бяла дама на черно поле e7 · бял офицер на черно поле g7 · черна пешка на черно поле b6 · черен топ на черно поле c5 · бяла пешка на бяло поле d5 · бяла пешка на бяло поле b3 · бял топ на черно поле e3 · бяла пешка на бяло поле a2 · черен топ на бяло поле c2 · бяла пешка на бяло поле g2 · бяла пешка на черно поле h2 · бял цар на черно поле g1 | черен цар на бяло поле g8 · черна пешка на черно поле a7 · черен офицер на бяло поле b7 · бяла дама на черно поле e7 · бял офицер на черно поле g7 · черна пешка на черно поле b6 · черен топ на черно поле c5 · бяла пешка на бяло поле d5 · бяла пешка на бяло поле b3 · бял топ на черно поле e3 · бяла пешка на бяло поле a2 · черен топ на бяло поле c2 · бяла пешка на бяло поле g2 · бяла пешка на черно поле h2 · бял цар на черно поле g1 | черен цар на бяло поле g8 · черна пешка на черно поле a7 · черен офицер на бяло поле b7 · бяла дама на черно поле e7 · бял офицер на черно поле g7 · черна пешка на черно поле b6 · черен топ на черно поле c5 · бяла пешка на бяло поле d5 · бяла пешка на бяло поле b3 · бял топ на черно поле e3 · бяла пешка на бяло поле a2 · черен топ на бяло поле c2 · бяла пешка на бяло поле g2 · бяла пешка на черно поле h2 · бял цар на черно поле g1 | 4 |
| 3 | черен цар на бяло поле g8 · черна пешка на черно поле a7 · черен офицер на бяло поле b7 · бяла дама на черно поле e7 · бял офицер на черно поле g7 · черна пешка на черно поле b6 · черен топ на черно поле c5 · бяла пешка на бяло поле d5 · бяла пешка на бяло поле b3 · бял топ на черно поле e3 · бяла пешка на бяло поле a2 · черен топ на бяло поле c2 · бяла пешка на бяло поле g2 · бяла пешка на черно поле h2 · бял цар на черно поле g1 | черен цар на бяло поле g8 · черна пешка на черно поле a7 · черен офицер на бяло поле b7 · бяла дама на черно поле e7 · бял офицер на черно поле g7 · черна пешка на черно поле b6 · черен топ на черно поле c5 · бяла пешка на бяло поле d5 · бяла пешка на бяло поле b3 · бял топ на черно поле e3 · бяла пешка на бяло поле a2 · черен топ на бяло поле c2 · бяла пешка на бяло поле g2 · бяла пешка на черно поле h2 · бял цар на черно поле g1 | черен цар на бяло поле g8 · черна пешка на черно поле a7 · черен офицер на бяло поле b7 · бяла дама на черно поле e7 · бял офицер на черно поле g7 · черна пешка на черно поле b6 · черен топ на черно поле c5 · бяла пешка на бяло поле d5 · бяла пешка на бяло поле b3 · бял топ на черно поле e3 · бяла пешка на бяло поле a2 · черен топ на бяло поле c2 · бяла пешка на бяло поле g2 · бяла пешка на черно поле h2 · бял цар на черно поле g1 | черен цар на бяло поле g8 · черна пешка на черно поле a7 · черен офицер на бяло поле b7 · бяла дама на черно поле e7 · бял офицер на черно поле g7 · черна пешка на черно поле b6 · черен топ на черно поле c5 · бяла пешка на бяло поле d5 · бяла пешка на бяло поле b3 · бял топ на черно поле e3 · бяла пешка на бяло поле a2 · черен топ на бяло поле c2 · бяла пешка на бяло поле g2 · бяла пешка на черно поле h2 · бял цар на черно поле g1 | черен цар на бяло поле g8 · черна пешка на черно поле a7 · черен офицер на бяло поле b7 · бяла дама на черно поле e7 · бял офицер на черно поле g7 · черна пешка на черно поле b6 · черен топ на черно поле c5 · бяла пешка на бяло поле d5 · бяла пешка на бяло поле b3 · бял топ на черно поле e3 · бяла пешка на бяло поле a2 · черен топ на бяло поле c2 · бяла пешка на бяло поле g2 · бяла пешка на черно поле h2 · бял цар на черно поле g1 | черен цар на бяло поле g8 · черна пешка на черно поле a7 · черен офицер на бяло поле b7 · бяла дама на черно поле e7 · бял офицер на черно поле g7 · черна пешка на черно поле b6 · черен топ на черно поле c5 · бяла пешка на бяло поле d5 · бяла пешка на бяло поле b3 · бял топ на черно поле e3 · бяла пешка на бяло поле a2 · черен топ на бяло поле c2 · бяла пешка на бяло поле g2 · бяла пешка на черно поле h2 · бял цар на черно поле g1 | черен цар на бяло поле g8 · черна пешка на черно поле a7 · черен офицер на бяло поле b7 · бяла дама на черно поле e7 · бял офицер на черно поле g7 · черна пешка на черно поле b6 · черен топ на черно поле c5 · бяла пешка на бяло поле d5 · бяла пешка на бяло поле b3 · бял топ на черно поле e3 · бяла пешка на бяло поле a2 · черен топ на бяло поле c2 · бяла пешка на бяло поле g2 · бяла пешка на черно поле h2 · бял цар на черно поле g1 | черен цар на бяло поле g8 · черна пешка на черно поле a7 · черен офицер на бяло поле b7 · бяла дама на черно поле e7 · бял офицер на черно поле g7 · черна пешка на черно поле b6 · черен топ на черно поле c5 · бяла пешка на бяло поле d5 · бяла пешка на бяло поле b3 · бял топ на черно поле e3 · бяла пешка на бяло поле a2 · черен топ на бяло поле c2 · бяла пешка на бяло поле g2 · бяла пешка на черно поле h2 · бял цар на черно поле g1 | 3 |
| 2 | черен цар на бяло поле g8 · черна пешка на черно поле a7 · черен офицер на бяло поле b7 · бяла дама на черно поле e7 · бял офицер на черно поле g7 · черна пешка на черно поле b6 · черен топ на черно поле c5 · бяла пешка на бяло поле d5 · бяла пешка на бяло поле b3 · бял топ на черно поле e3 · бяла пешка на бяло поле a2 · черен топ на бяло поле c2 · бяла пешка на бяло поле g2 · бяла пешка на черно поле h2 · бял цар на черно поле g1 | черен цар на бяло поле g8 · черна пешка на черно поле a7 · черен офицер на бяло поле b7 · бяла дама на черно поле e7 · бял офицер на черно поле g7 · черна пешка на черно поле b6 · черен топ на черно поле c5 · бяла пешка на бяло поле d5 · бяла пешка на бяло поле b3 · бял топ на черно поле e3 · бяла пешка на бяло поле a2 · черен топ на бяло поле c2 · бяла пешка на бяло поле g2 · бяла пешка на черно поле h2 · бял цар на черно поле g1 | черен цар на бяло поле g8 · черна пешка на черно поле a7 · черен офицер на бяло поле b7 · бяла дама на черно поле e7 · бял офицер на черно поле g7 · черна пешка на черно поле b6 · черен топ на черно поле c5 · бяла пешка на бяло поле d5 · бяла пешка на бяло поле b3 · бял топ на черно поле e3 · бяла пешка на бяло поле a2 · черен топ на бяло поле c2 · бяла пешка на бяло поле g2 · бяла пешка на черно поле h2 · бял цар на черно поле g1 | черен цар на бяло поле g8 · черна пешка на черно поле a7 · черен офицер на бяло поле b7 · бяла дама на черно поле e7 · бял офицер на черно поле g7 · черна пешка на черно поле b6 · черен топ на черно поле c5 · бяла пешка на бяло поле d5 · бяла пешка на бяло поле b3 · бял топ на черно поле e3 · бяла пешка на бяло поле a2 · черен топ на бяло поле c2 · бяла пешка на бяло поле g2 · бяла пешка на черно поле h2 · бял цар на черно поле g1 | черен цар на бяло поле g8 · черна пешка на черно поле a7 · черен офицер на бяло поле b7 · бяла дама на черно поле e7 · бял офицер на черно поле g7 · черна пешка на черно поле b6 · черен топ на черно поле c5 · бяла пешка на бяло поле d5 · бяла пешка на бяло поле b3 · бял топ на черно поле e3 · бяла пешка на бяло поле a2 · черен топ на бяло поле c2 · бяла пешка на бяло поле g2 · бяла пешка на черно поле h2 · бял цар на черно поле g1 | черен цар на бяло поле g8 · черна пешка на черно поле a7 · черен офицер на бяло поле b7 · бяла дама на черно поле e7 · бял офицер на черно поле g7 · черна пешка на черно поле b6 · черен топ на черно поле c5 · бяла пешка на бяло поле d5 · бяла пешка на бяло поле b3 · бял топ на черно поле e3 · бяла пешка на бяло поле a2 · черен топ на бяло поле c2 · бяла пешка на бяло поле g2 · бяла пешка на черно поле h2 · бял цар на черно поле g1 | черен цар на бяло поле g8 · черна пешка на черно поле a7 · черен офицер на бяло поле b7 · бяла дама на черно поле e7 · бял офицер на черно поле g7 · черна пешка на черно поле b6 · черен топ на черно поле c5 · бяла пешка на бяло поле d5 · бяла пешка на бяло поле b3 · бял топ на черно поле e3 · бяла пешка на бяло поле a2 · черен топ на бяло поле c2 · бяла пешка на бяло поле g2 · бяла пешка на черно поле h2 · бял цар на черно поле g1 | черен цар на бяло поле g8 · черна пешка на черно поле a7 · черен офицер на бяло поле b7 · бяла дама на черно поле e7 · бял офицер на черно поле g7 · черна пешка на черно поле b6 · черен топ на черно поле c5 · бяла пешка на бяло поле d5 · бяла пешка на бяло поле b3 · бял топ на черно поле e3 · бяла пешка на бяло поле a2 · черен топ на бяло поле c2 · бяла пешка на бяло поле g2 · бяла пешка на черно поле h2 · бял цар на черно поле g1 | 2 |
| 1 | черен цар на бяло поле g8 · черна пешка на черно поле a7 · черен офицер на бяло поле b7 · бяла дама на черно поле e7 · бял офицер на черно поле g7 · черна пешка на черно поле b6 · черен топ на черно поле c5 · бяла пешка на бяло поле d5 · бяла пешка на бяло поле b3 · бял топ на черно поле e3 · бяла пешка на бяло поле a2 · черен топ на бяло поле c2 · бяла пешка на бяло поле g2 · бяла пешка на черно поле h2 · бял цар на черно поле g1 | черен цар на бяло поле g8 · черна пешка на черно поле a7 · черен офицер на бяло поле b7 · бяла дама на черно поле e7 · бял офицер на черно поле g7 · черна пешка на черно поле b6 · черен топ на черно поле c5 · бяла пешка на бяло поле d5 · бяла пешка на бяло поле b3 · бял топ на черно поле e3 · бяла пешка на бяло поле a2 · черен топ на бяло поле c2 · бяла пешка на бяло поле g2 · бяла пешка на черно поле h2 · бял цар на черно поле g1 | черен цар на бяло поле g8 · черна пешка на черно поле a7 · черен офицер на бяло поле b7 · бяла дама на черно поле e7 · бял офицер на черно поле g7 · черна пешка на черно поле b6 · черен топ на черно поле c5 · бяла пешка на бяло поле d5 · бяла пешка на бяло поле b3 · бял топ на черно поле e3 · бяла пешка на бяло поле a2 · черен топ на бяло поле c2 · бяла пешка на бяло поле g2 · бяла пешка на черно поле h2 · бял цар на черно поле g1 | черен цар на бяло поле g8 · черна пешка на черно поле a7 · черен офицер на бяло поле b7 · бяла дама на черно поле e7 · бял офицер на черно поле g7 · черна пешка на черно поле b6 · черен топ на черно поле c5 · бяла пешка на бяло поле d5 · бяла пешка на бяло поле b3 · бял топ на черно поле e3 · бяла пешка на бяло поле a2 · черен топ на бяло поле c2 · бяла пешка на бяло поле g2 · бяла пешка на черно поле h2 · бял цар на черно поле g1 | черен цар на бяло поле g8 · черна пешка на черно поле a7 · черен офицер на бяло поле b7 · бяла дама на черно поле e7 · бял офицер на черно поле g7 · черна пешка на черно поле b6 · черен топ на черно поле c5 · бяла пешка на бяло поле d5 · бяла пешка на бяло поле b3 · бял топ на черно поле e3 · бяла пешка на бяло поле a2 · черен топ на бяло поле c2 · бяла пешка на бяло поле g2 · бяла пешка на черно поле h2 · бял цар на черно поле g1 | черен цар на бяло поле g8 · черна пешка на черно поле a7 · черен офицер на бяло поле b7 · бяла дама на черно поле e7 · бял офицер на черно поле g7 · черна пешка на черно поле b6 · черен топ на черно поле c5 · бяла пешка на бяло поле d5 · бяла пешка на бяло поле b3 · бял топ на черно поле e3 · бяла пешка на бяло поле a2 · черен топ на бяло поле c2 · бяла пешка на бяло поле g2 · бяла пешка на черно поле h2 · бял цар на черно поле g1 | черен цар на бяло поле g8 · черна пешка на черно поле a7 · черен офицер на бяло поле b7 · бяла дама на черно поле e7 · бял офицер на черно поле g7 · черна пешка на черно поле b6 · черен топ на черно поле c5 · бяла пешка на бяло поле d5 · бяла пешка на бяло поле b3 · бял топ на черно поле e3 · бяла пешка на бяло поле a2 · черен топ на бяло поле c2 · бяла пешка на бяло поле g2 · бяла пешка на черно поле h2 · бял цар на черно поле g1 | черен цар на бяло поле g8 · черна пешка на черно поле a7 · черен офицер на бяло поле b7 · бяла дама на черно поле e7 · бял офицер на черно поле g7 · черна пешка на черно поле b6 · черен топ на черно поле c5 · бяла пешка на бяло поле d5 · бяла пешка на бяло поле b3 · бял топ на черно поле e3 · бяла пешка на бяло поле a2 · черен топ на бяло поле c2 · бяла пешка на бяло поле g2 · бяла пешка на черно поле h2 · бял цар на черно поле g1 | 1 |
|   | a | b | c | d | e | f | g | h |   |

28. … Тc8–c5

29. Тf1–f8+ Цh8:h7 
Ако 29...Дe7:f8, тогава белите отговарят с 30. Оb2:e5+ Kh8xh7 31. Дb4:e4+ и мат в четири хода.

30. Дb4:e4+ Цh7–g7

31. Оb2:e5+ 
Ако 31. Tf8–g8+! Цg7xg8 32. Дe4–g6+ Дe7–g7 
33. Дg6–e8+ Дg7–f8 (33. … Цg8–h7 34. Te3–h3+ Дg7–h6 35. Дe8–f7+ Цh7–h8 36. Оb2:e5#) 34. Te3–g3+ Цg8–h7 
35. Дe8–g6+ Цh7–h8 36. Tg3–h3+ Дf8–h6 37. Оb2:e5 мат.

31. … Цg7:f8 
31. … Цg7–h6 32. Тe3–h3+ също води до мат.

32. Оe5–g7+! Цf8–g8

33. Де4:e7+ (диаграма 4). Черните се предават.

## Естетика на комбинацията
Естетическата страна на комбинацията се основава на оригиналността на идеята, целесъобразността на замисъла и хармонията на фигурите, внезапността и изненадата, сложността и разнообразието на тактическите техники. Комбинацията внася елемент на изкуство в шаха. Освен това прави шахматните игри красиви и зрелищни. За най-добри комбинатори в историята на шахмата се смятат Адолф Андерсен, Пол Морфи, Михаил Чигорин и Михаил Тал.